# Llista dels músculs del cos humà
Musculs:

Músculs esquelètics, cara anterior

Músculs esquelètics, cara posterior

Hi ha prop de 640 músculs esquelètics en el cos humà, i gairebé tots els músculs es constitueixen en parelles de músculs (del costat dret o esquerre), el que resulta en aproximadament 320 parells de músculs. No obstant, el nombre exacte és difícil de definir, ja que, segons les fonts, hi ha diferents grups de músculs que es poden definir com a diferents parts d'un sol múscul o, per contra, com a diversos músculs. La variació en el nombre oscil·la entre 640 i 850 músculs.
Els músculs del cos humà es poden classificar en diferents grups relacionats amb el cap i el coll, els músculs del tors o tronc, els músculs de les extremitats superiors i els de les extremitats inferiors. L'acció es refereix a l'acció de cada múscul a partir de la posició anatòmica estàndard. En altres posicions, es poden tenir altres funcionalitats complementàries.
Aquests músculs es descriuen utilitzant els termes anatòmics de localització. Pel que fa a les denominacions, s'han seguit bàsicament la que apareixen al Diccionari enciclopèdic de medicina i es tenen present les del Termcat, que s'adeqüen més a les de la Terminologia Anatomica internacional.

## Cap

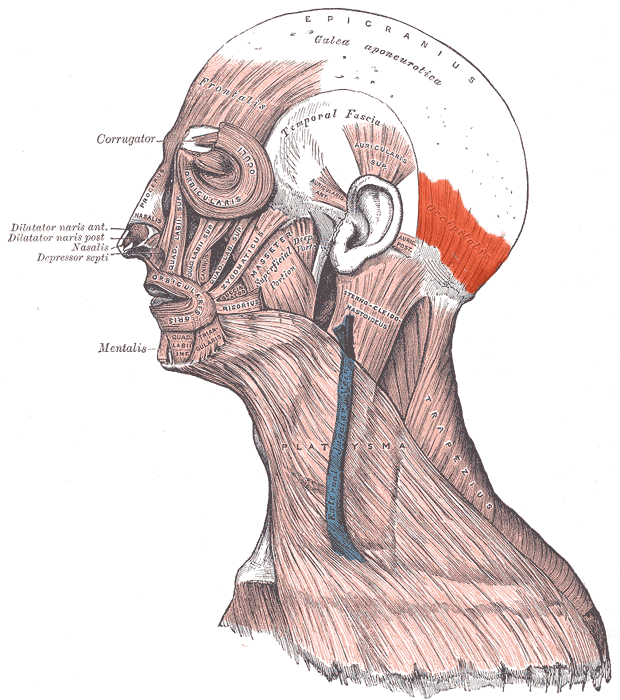
Occipital

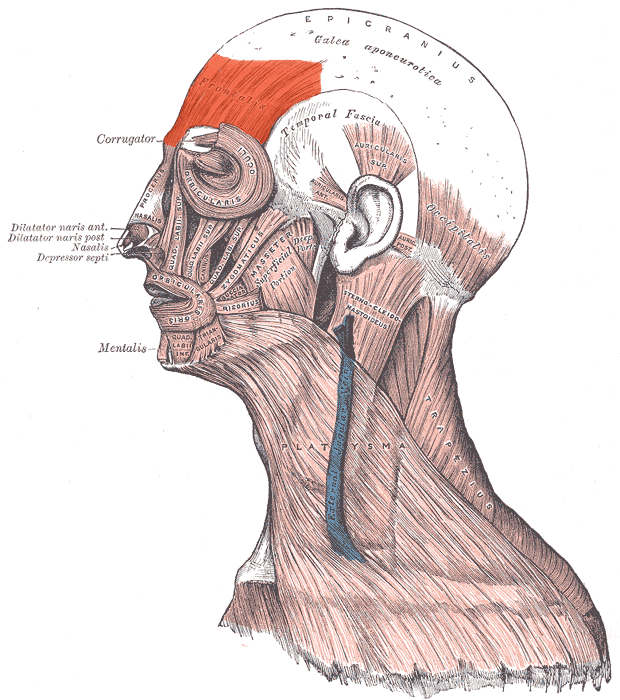
Frontal

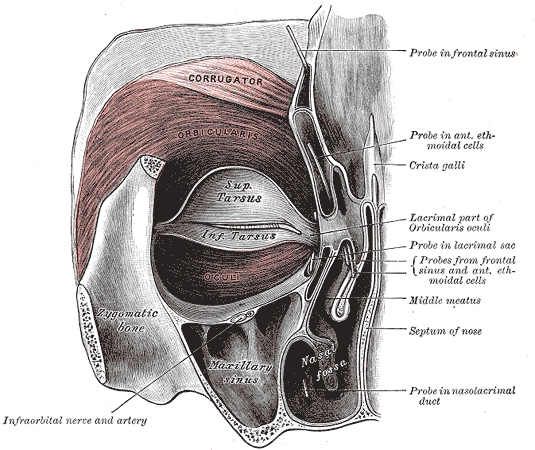
Orbicular de les parpelles

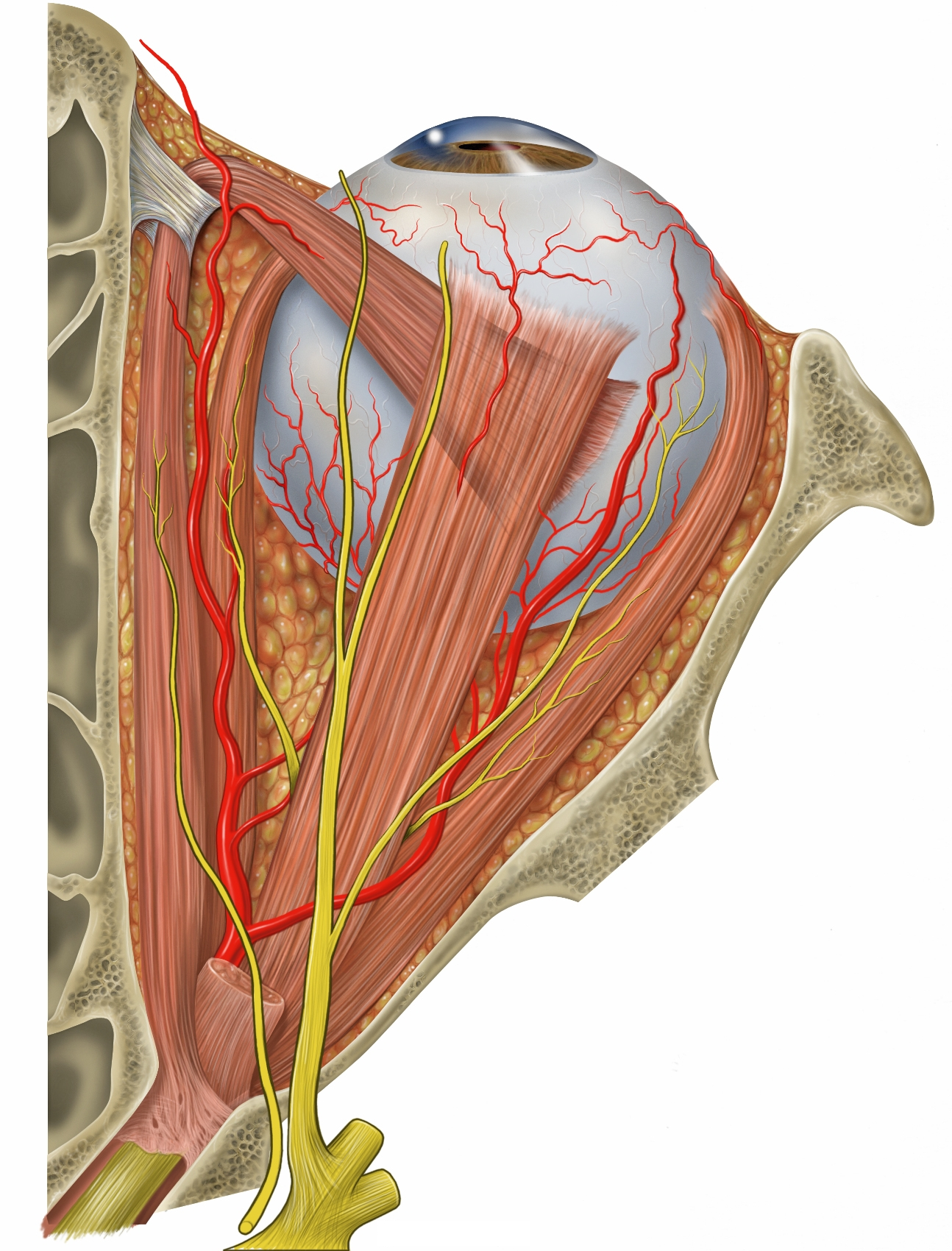
Músculs de l'ull

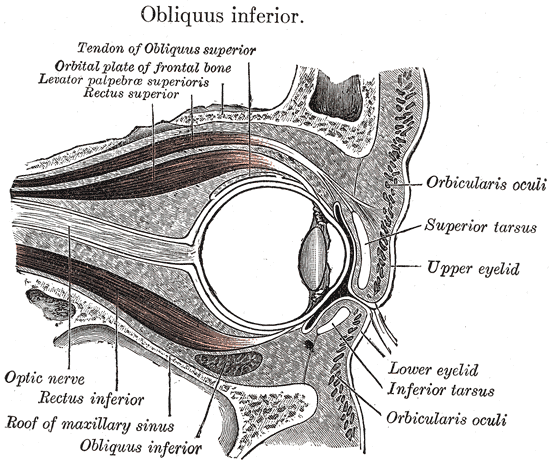
Secció sagital de l'ull

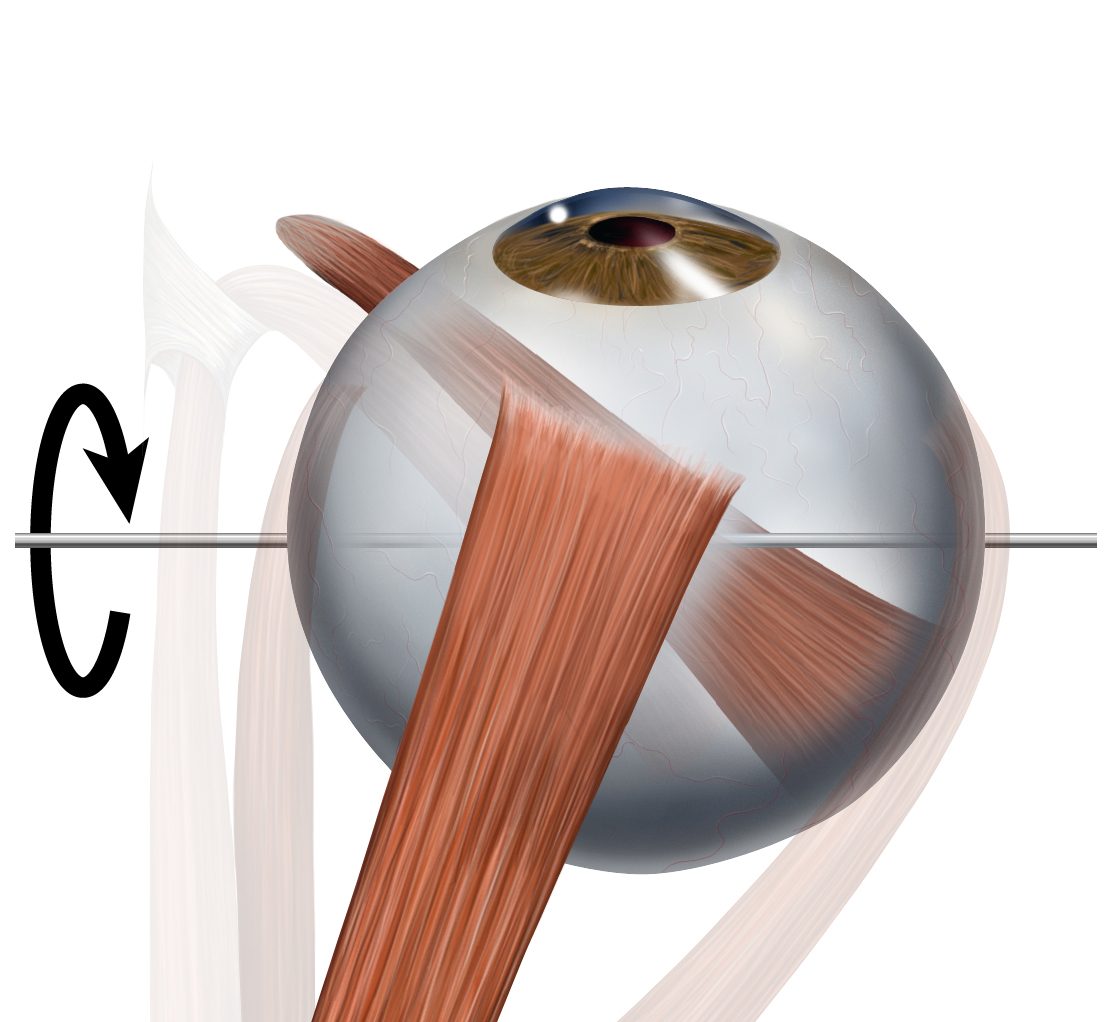
Recte superior de l'ull

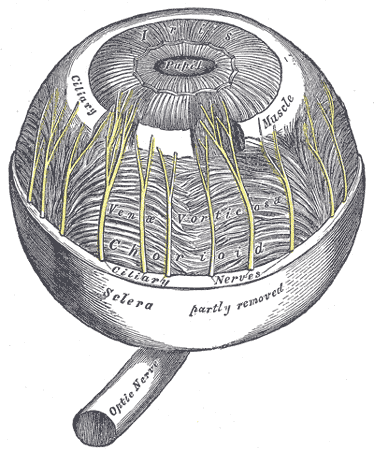
Ciliar

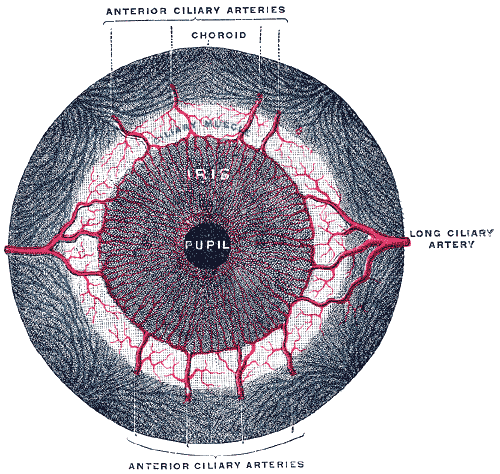
Dilatador de la pupil·la

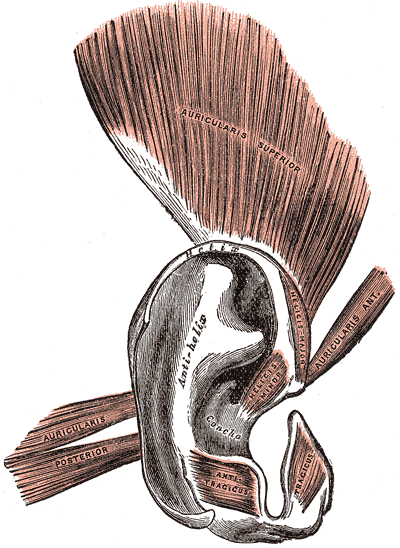
Músculs auriculars

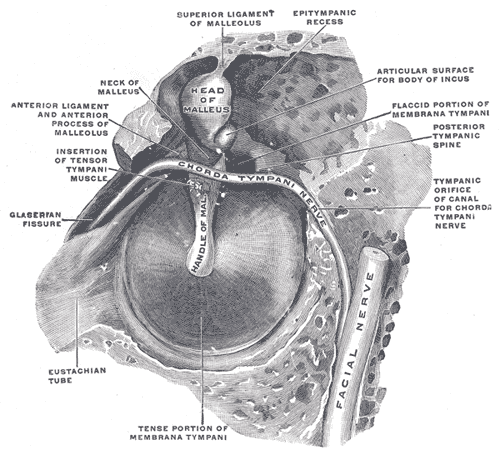
El timpà

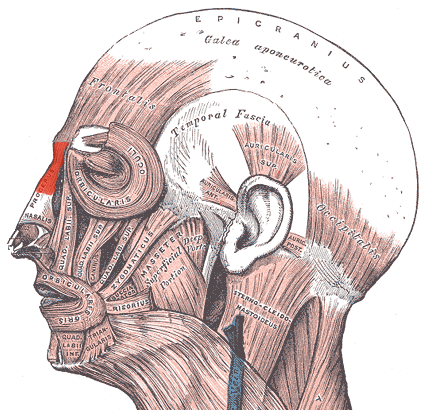
Procerus o Piramidal del nas

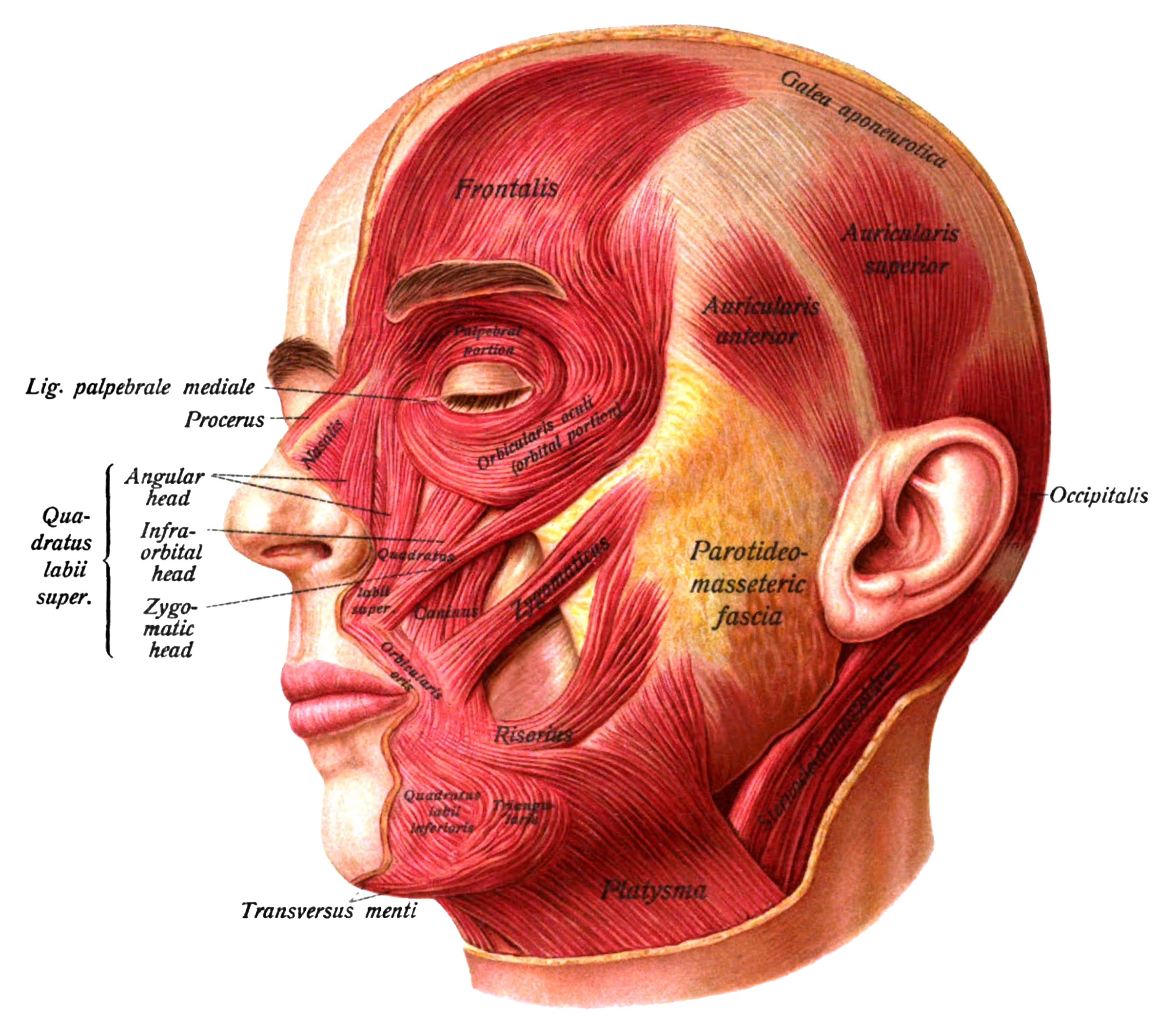
Músculs de la cara

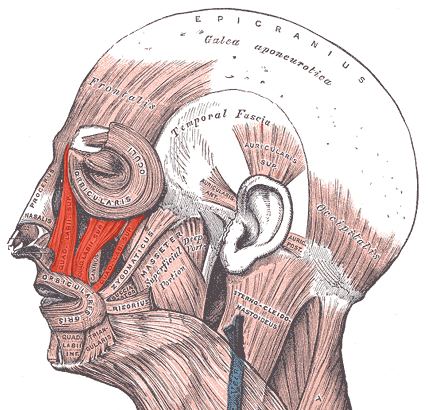
Elevador del llavi superior

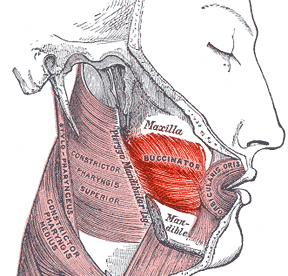
Buccinador

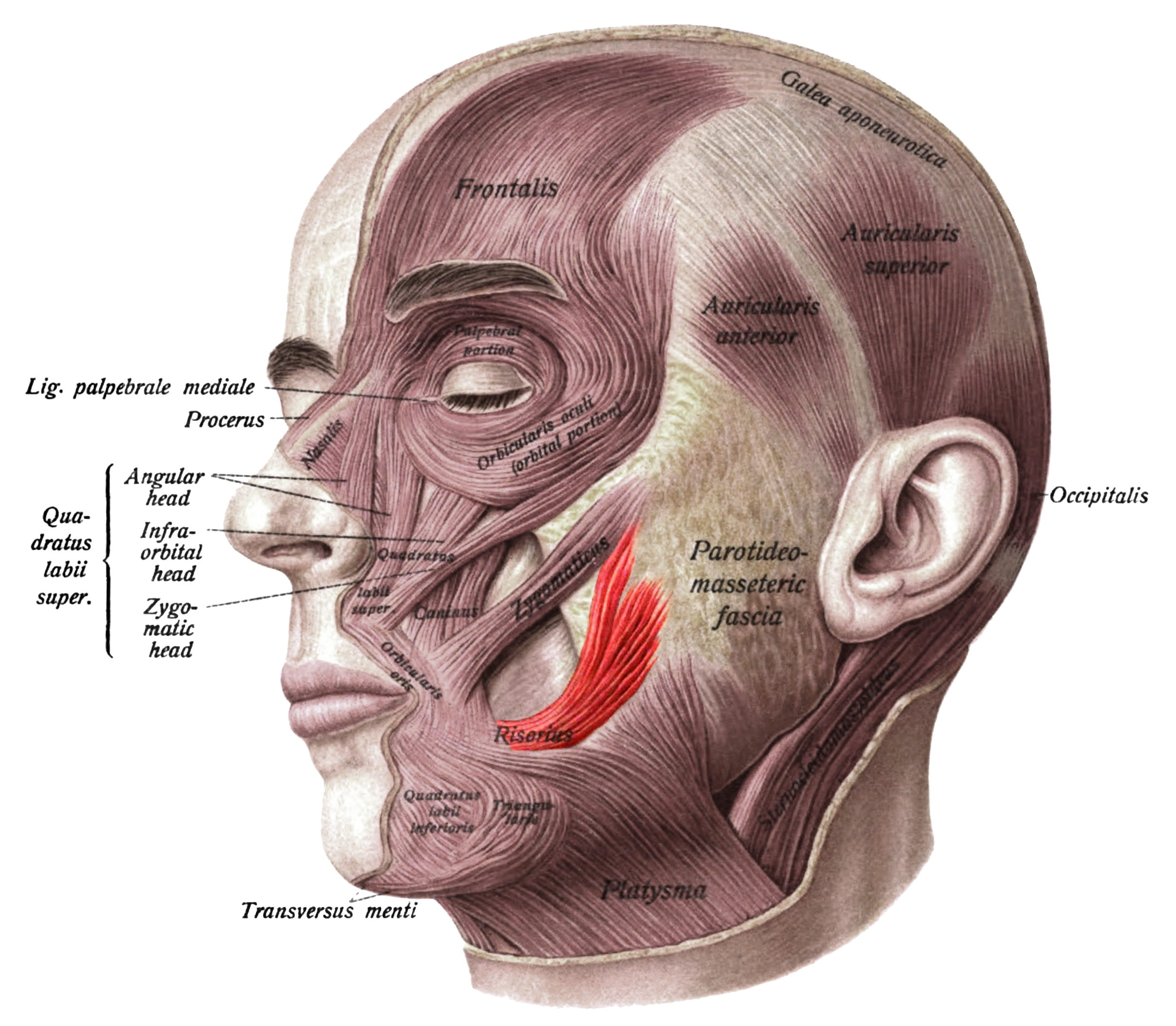
Risori

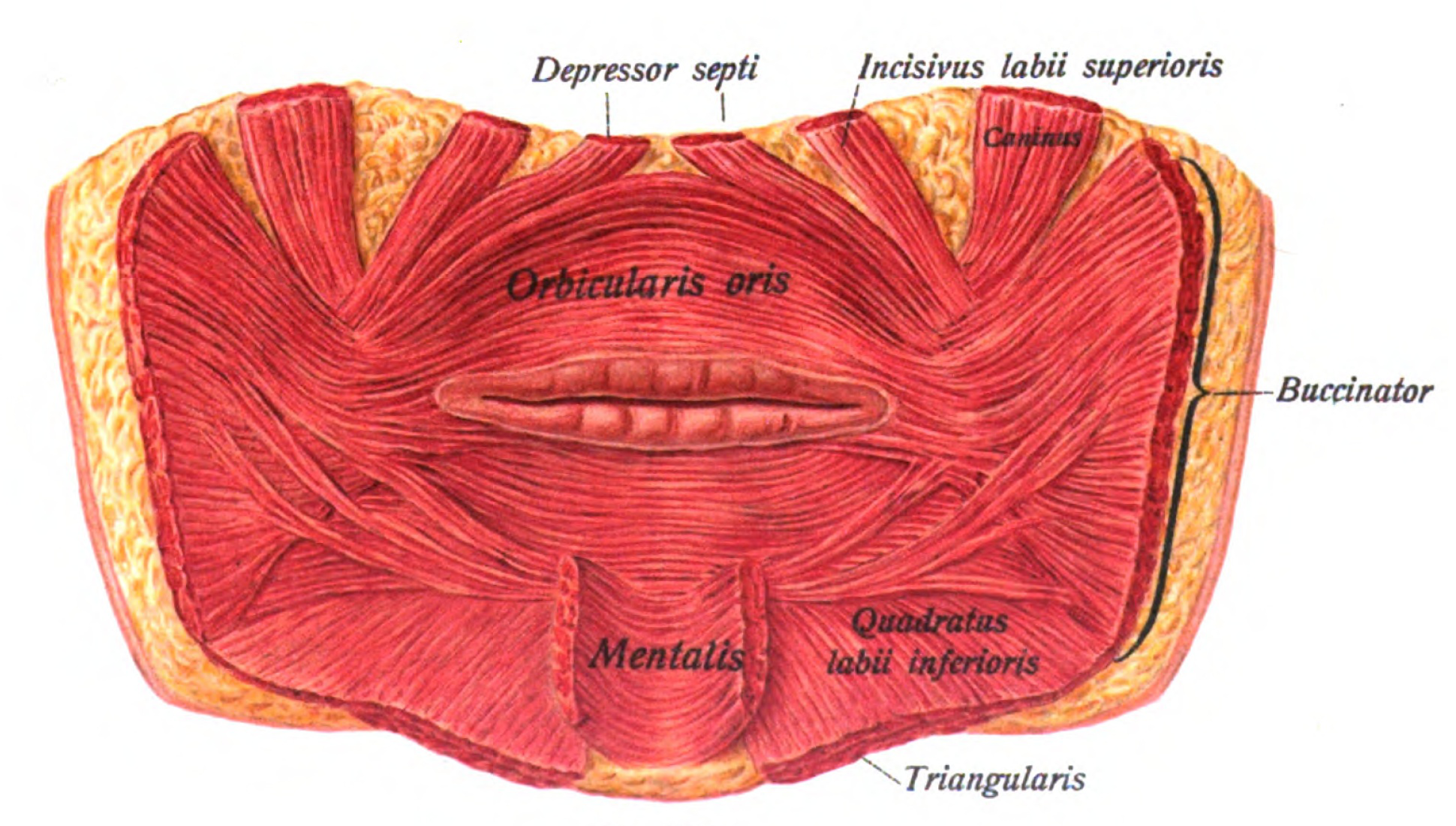
Músculs de la boca

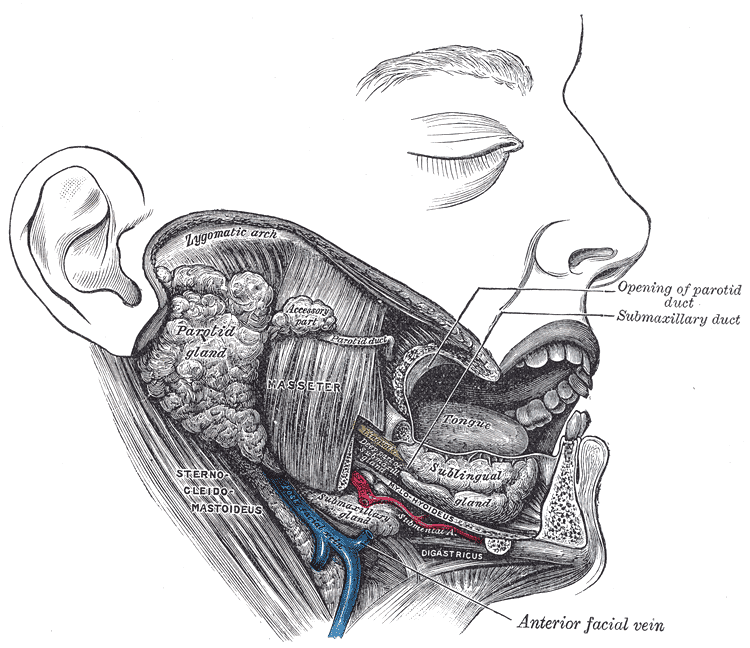
Dissecció de la boca; apareix el Masseter

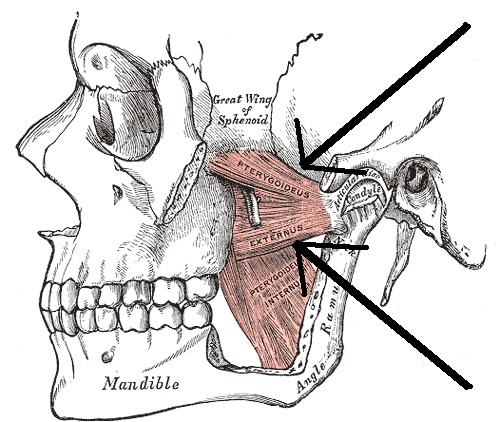
Pterigoidal extern

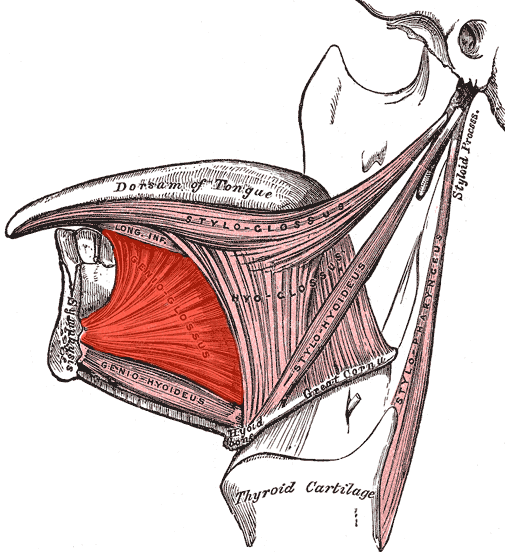
Genioglòs

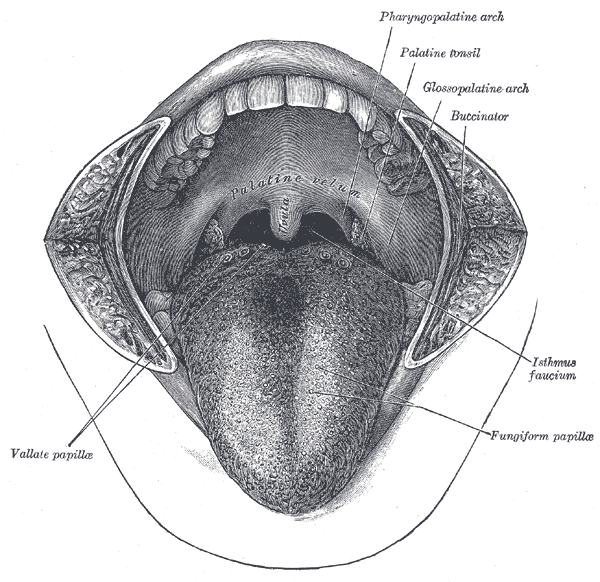
Cavitat bucal. El palatoglòs, sota l'arc glossopalatí.

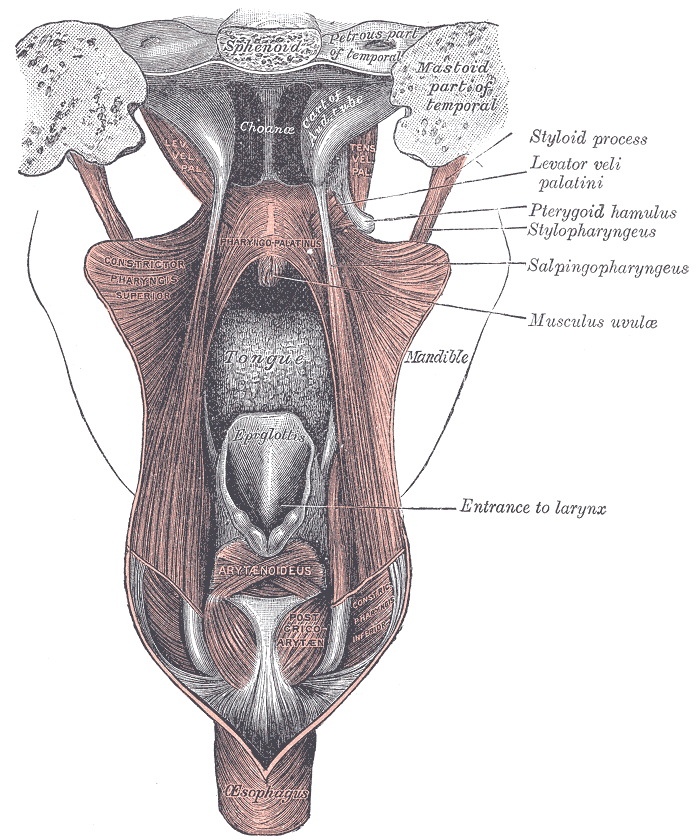
Els músculs del paladar. Vista posterior.

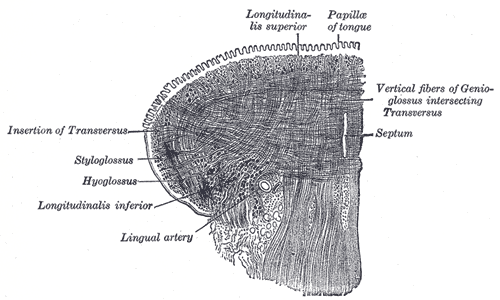
Secció coronal de la llengua amb els músculs intrínsecs

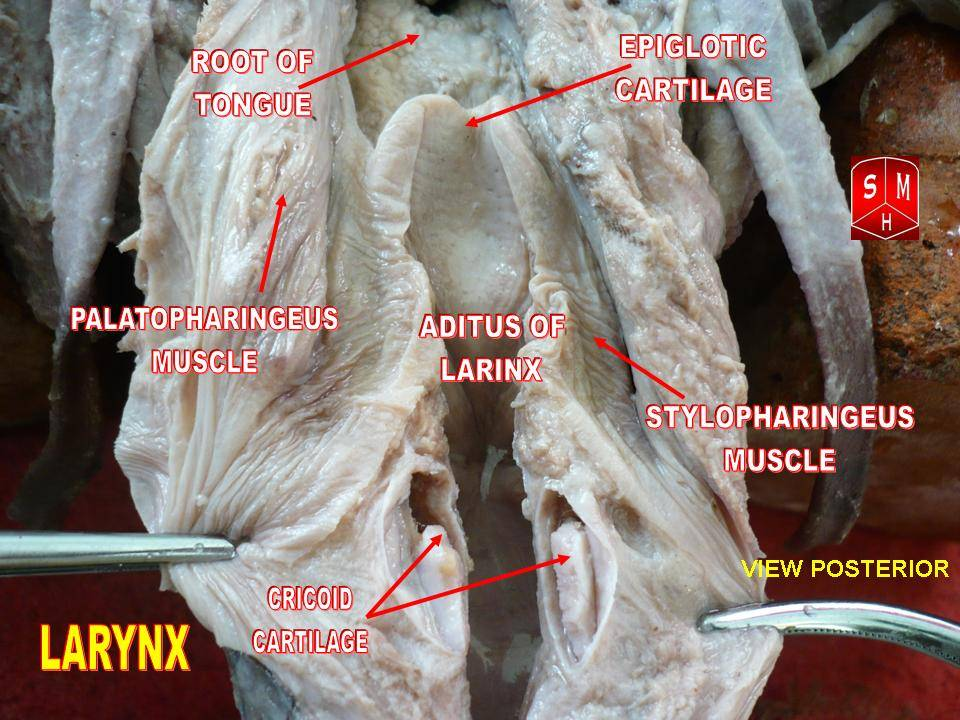
Dissecció on es veuen els músculs palatofaringi i estilofaringi

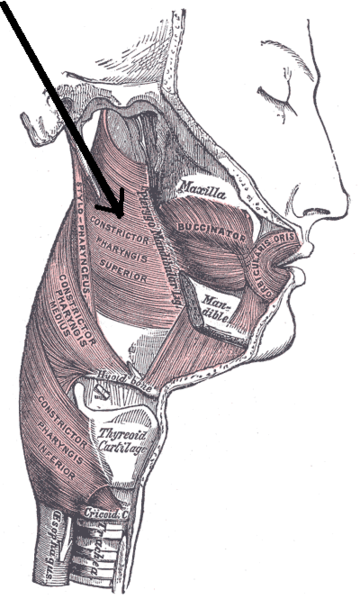
Músculs constrictors de la laringe; s'assenyala el constrictor superior.

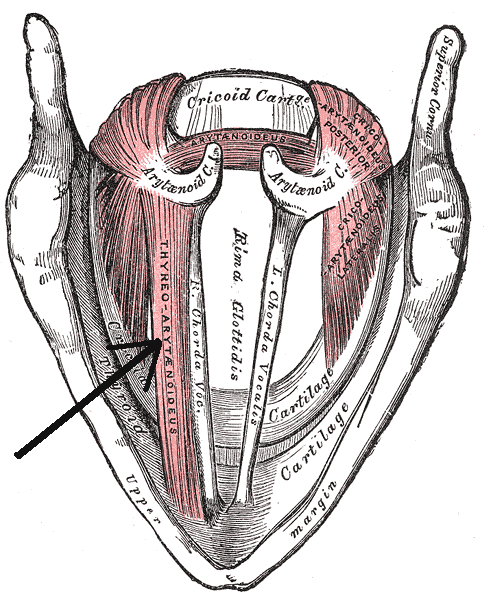
Músculs laringis: tiroaritenoidal o múscul vocal.

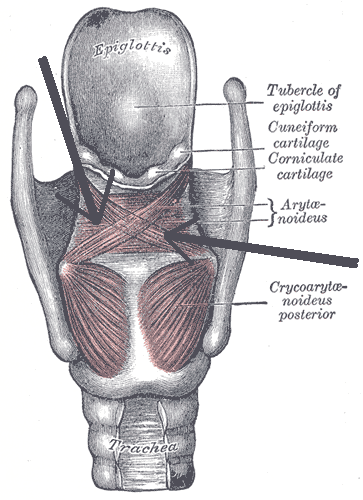
Músculs laringis: els aritenoidals.

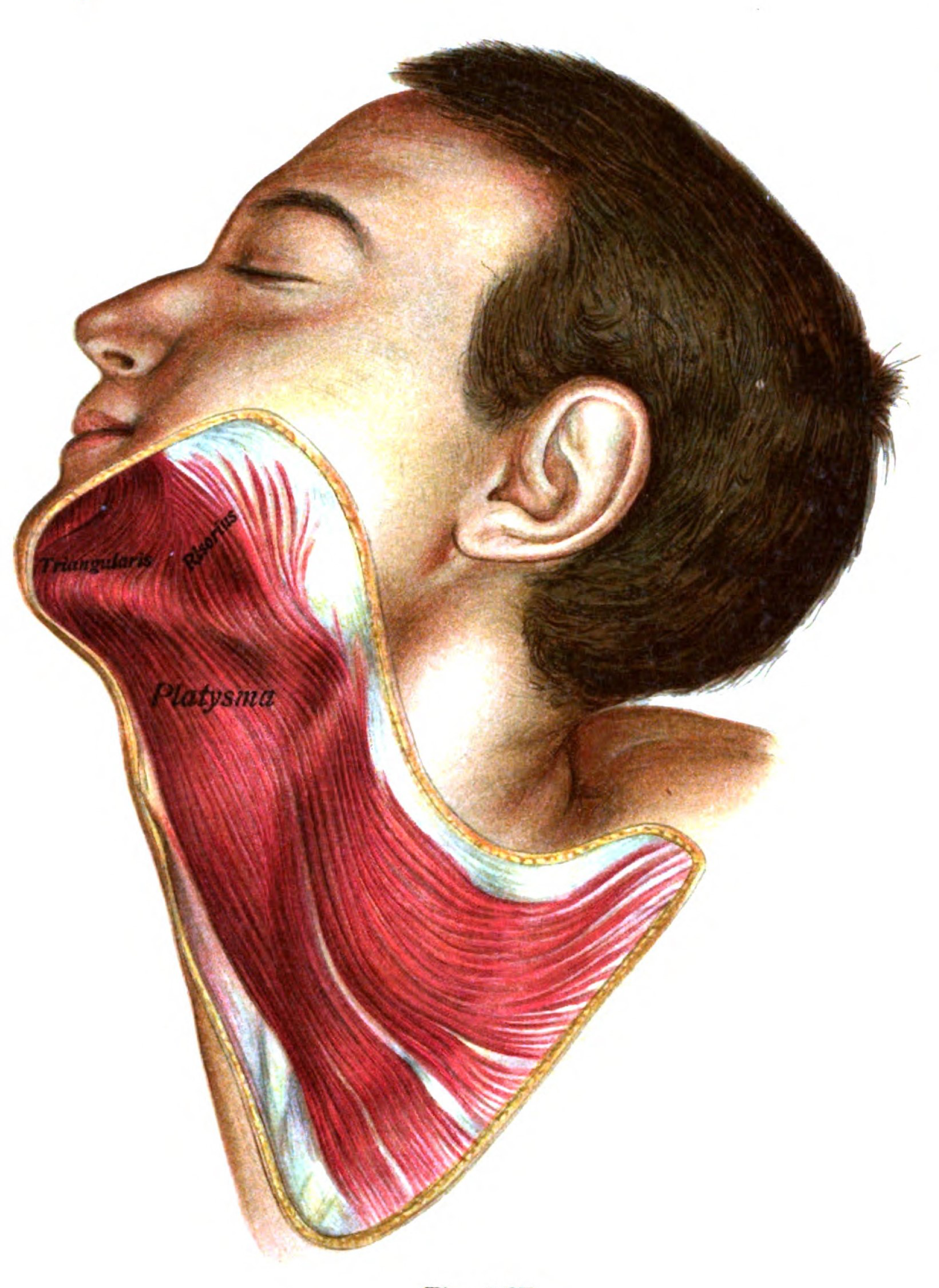
Cutani del coll o platisma

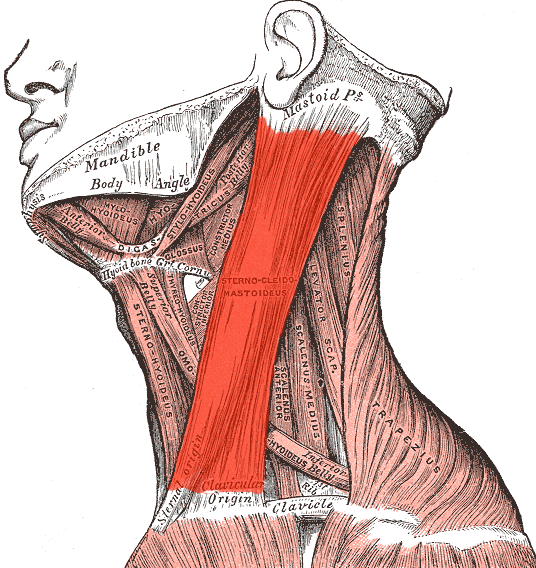
Esternoclidomastoidal

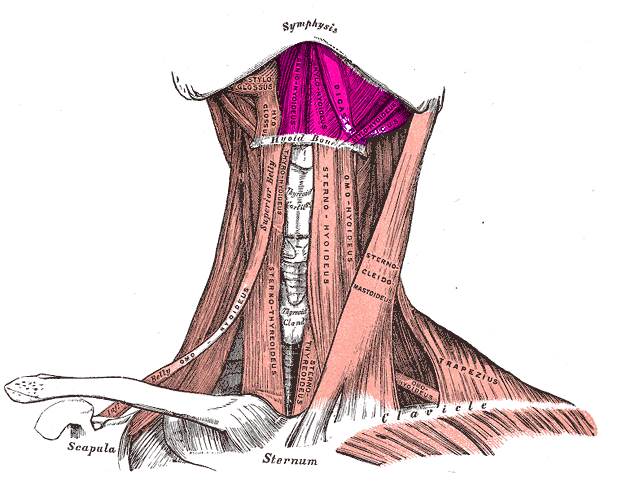
Músculs suprahioidals

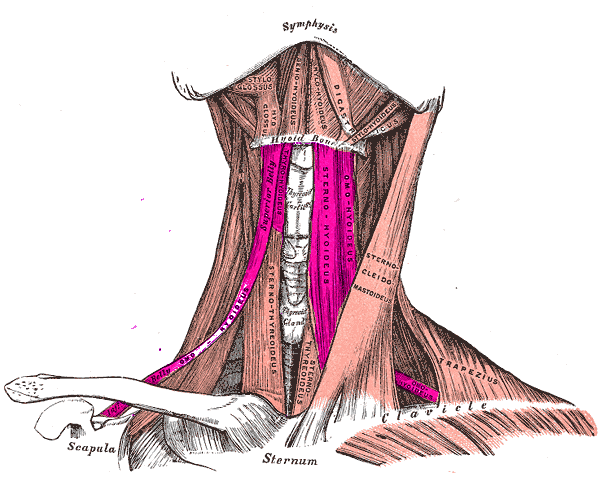
Músculs infrahioidals

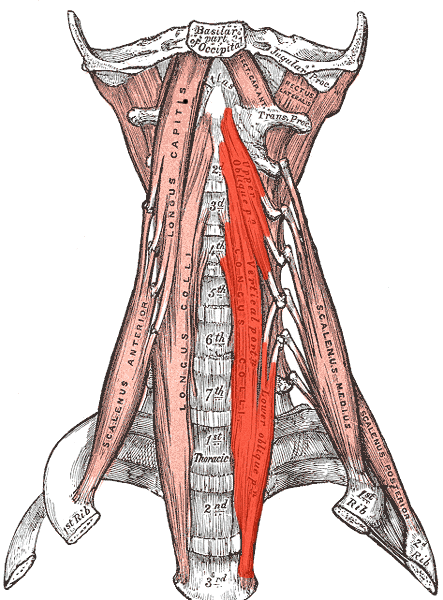
Llarg del coll

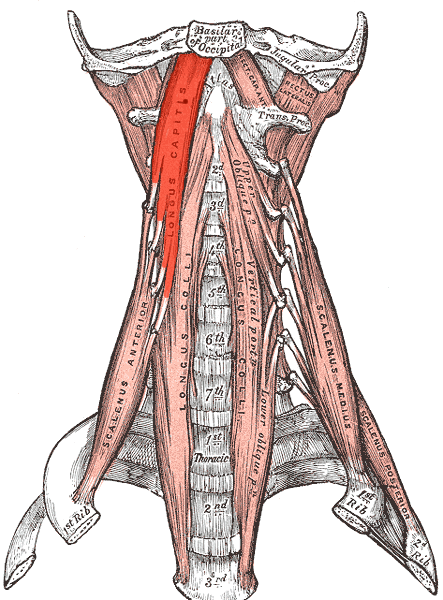
Llarg del cap

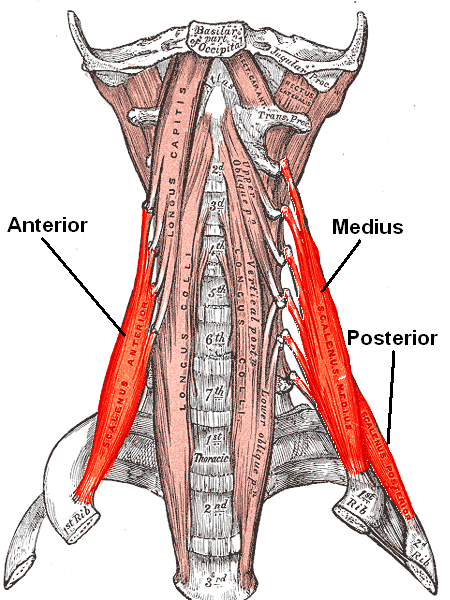
Escalens

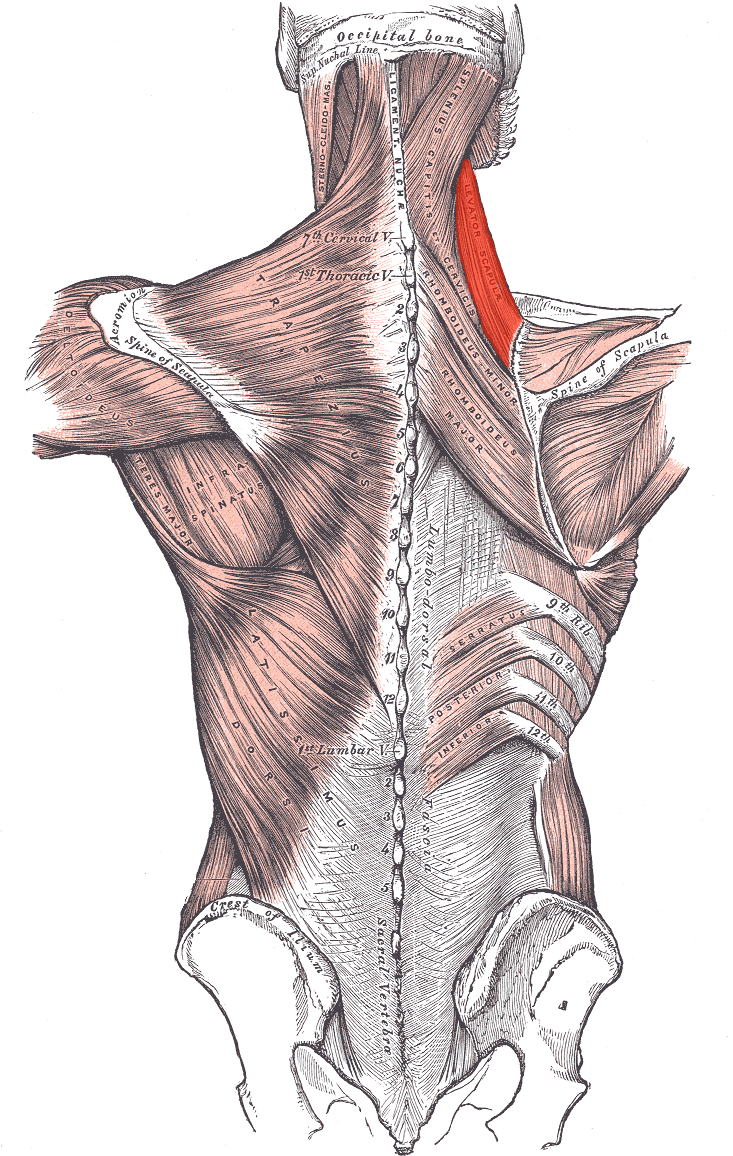
Angular de l'omòplat (Elevador de l'escàpula)

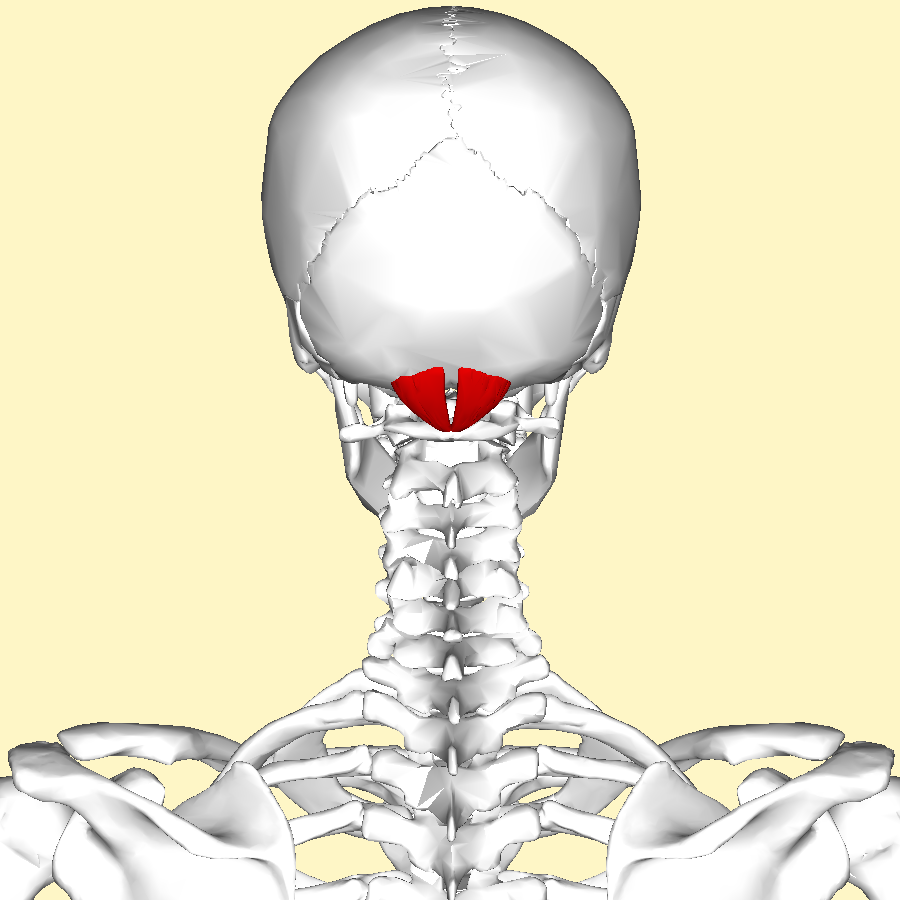
Recte posterior menor del cap

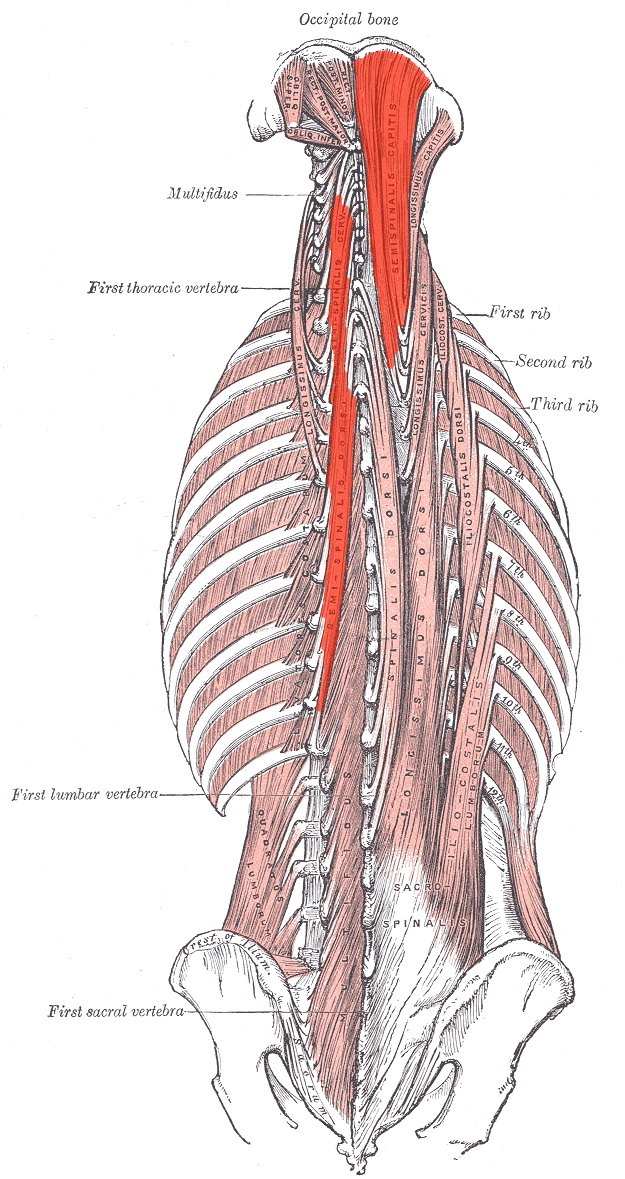
Semiespinós del cap

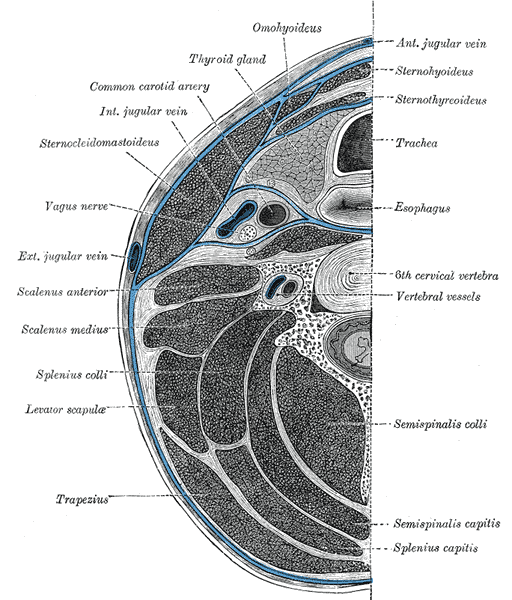
Secció transversal del coll a nivell de C VI. S'observen diversos músculs:esternoclidomastoidal, escalens, esplenis, trapezi, etc.

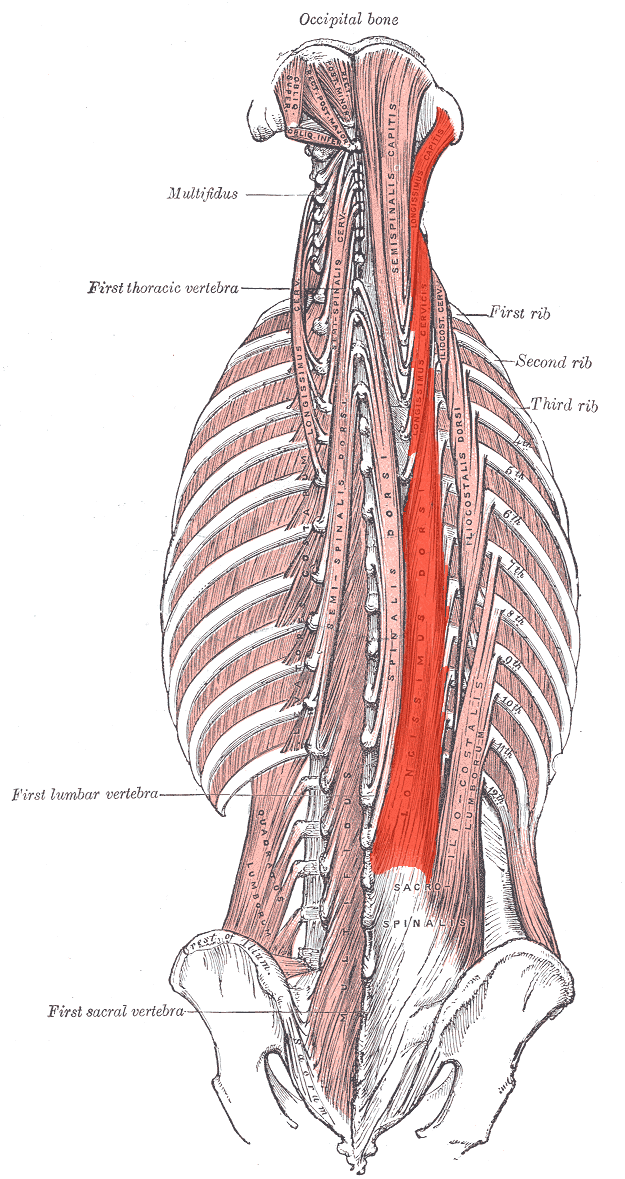
Dorsal llarg

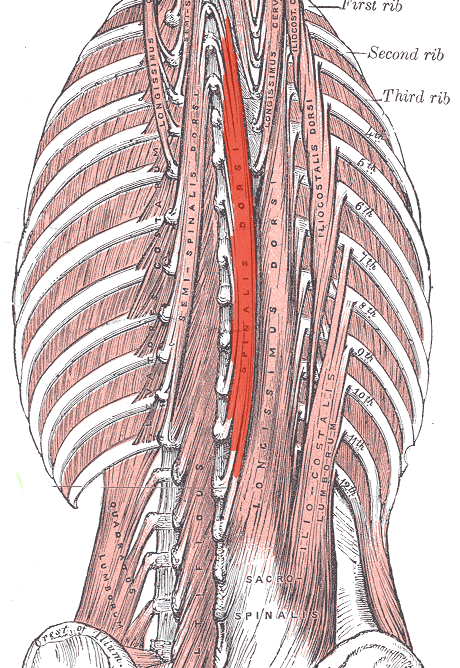
Espinós

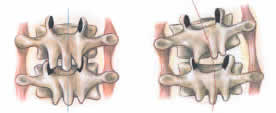
Músculs intertranversals

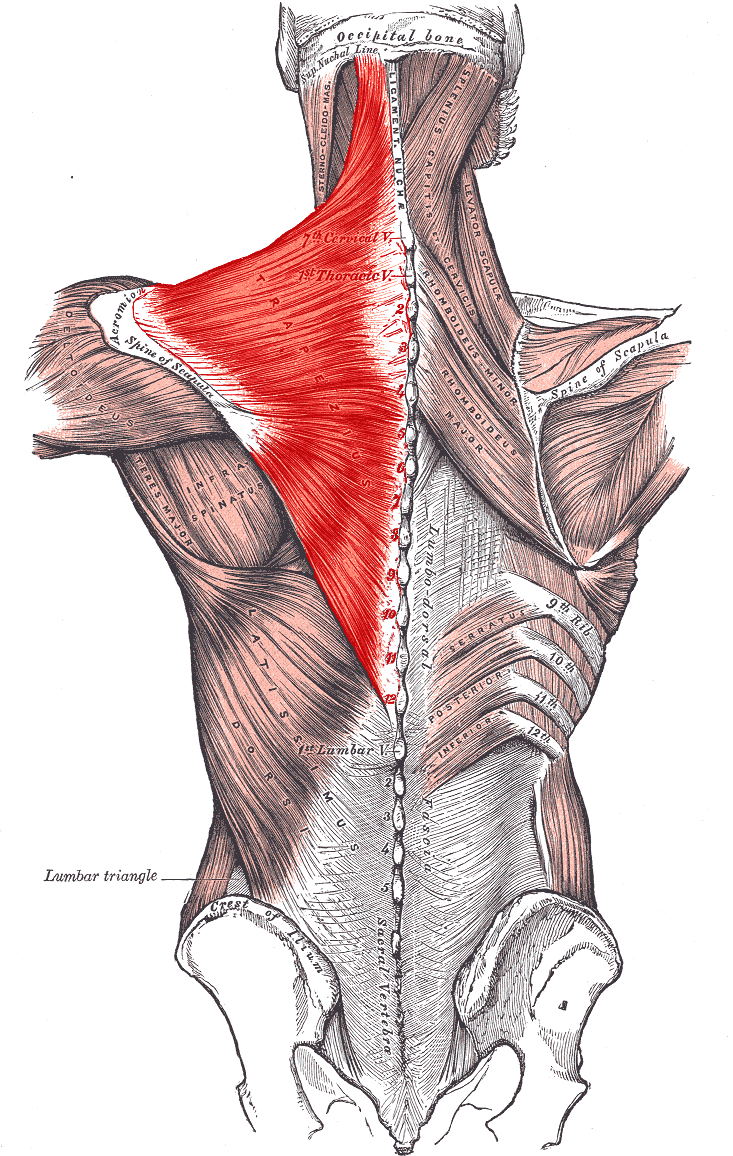
Trapezi

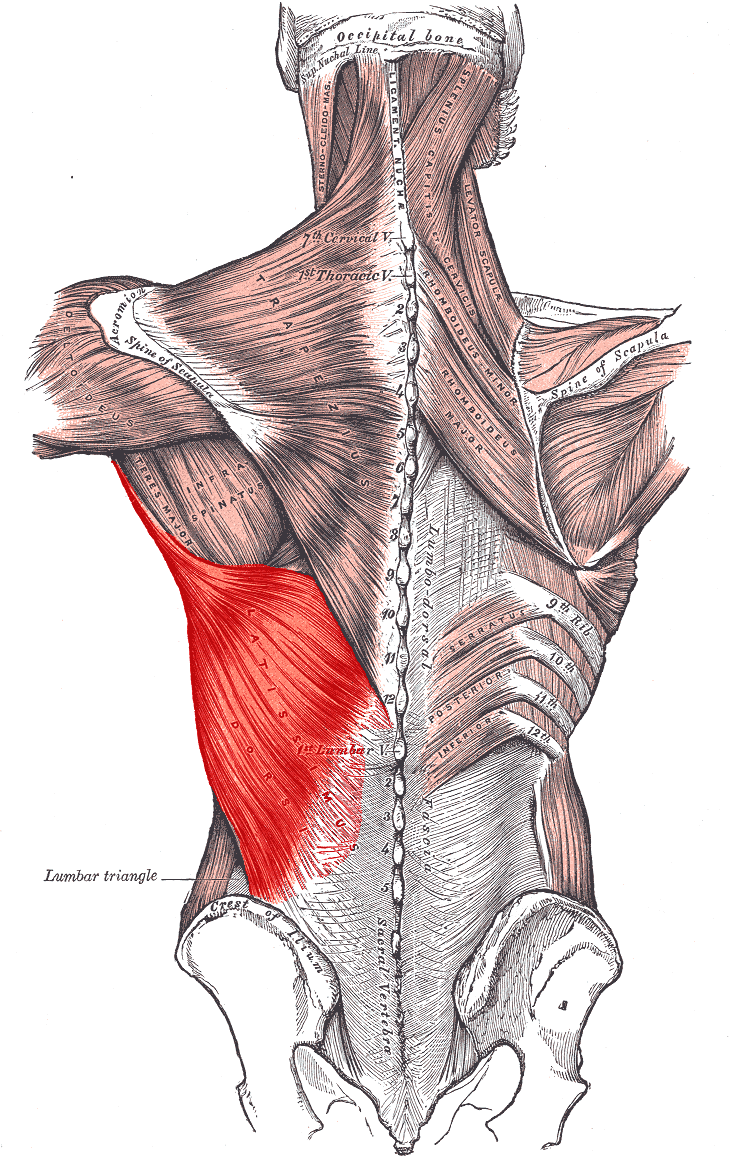
Dorsal ample

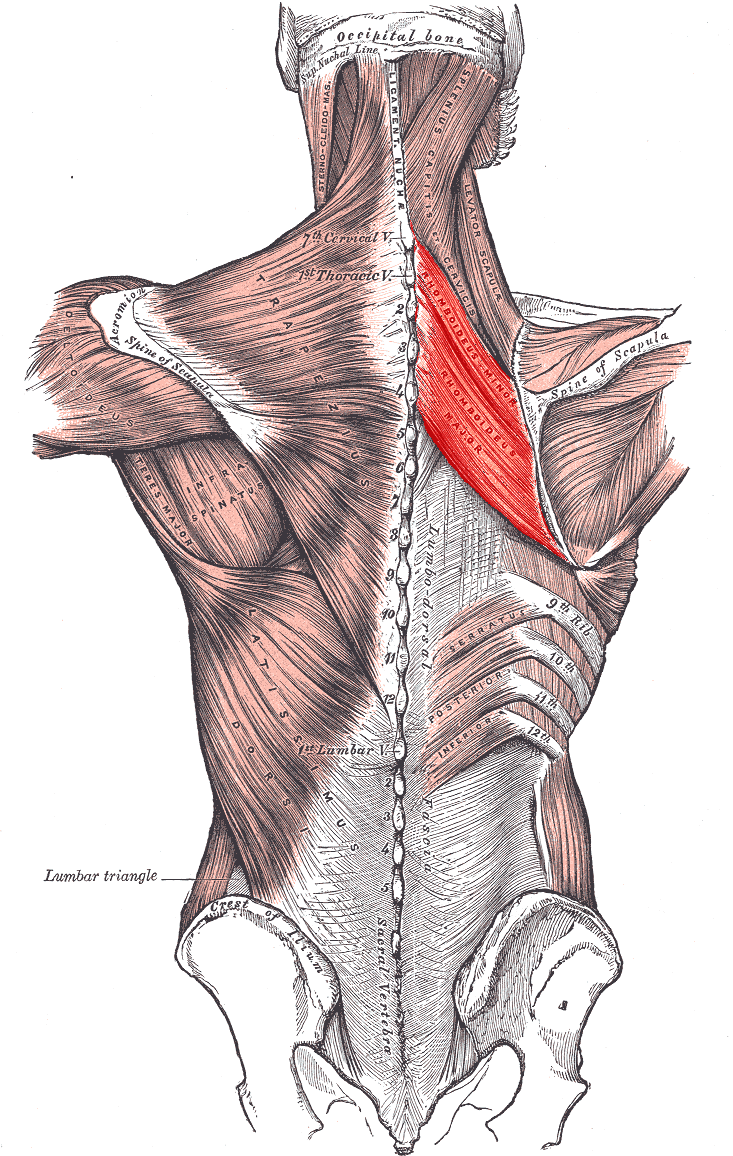
Músculs romboides

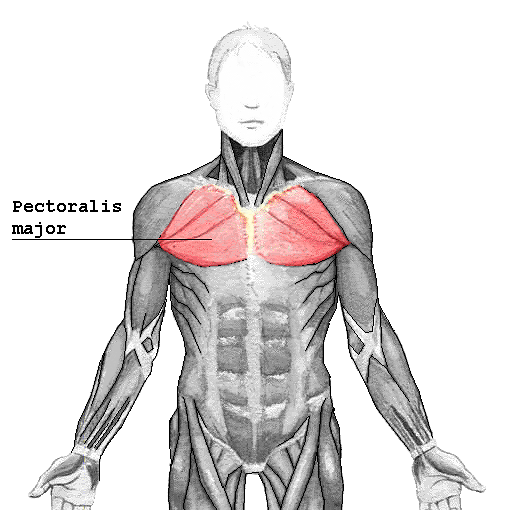
Pectoral major

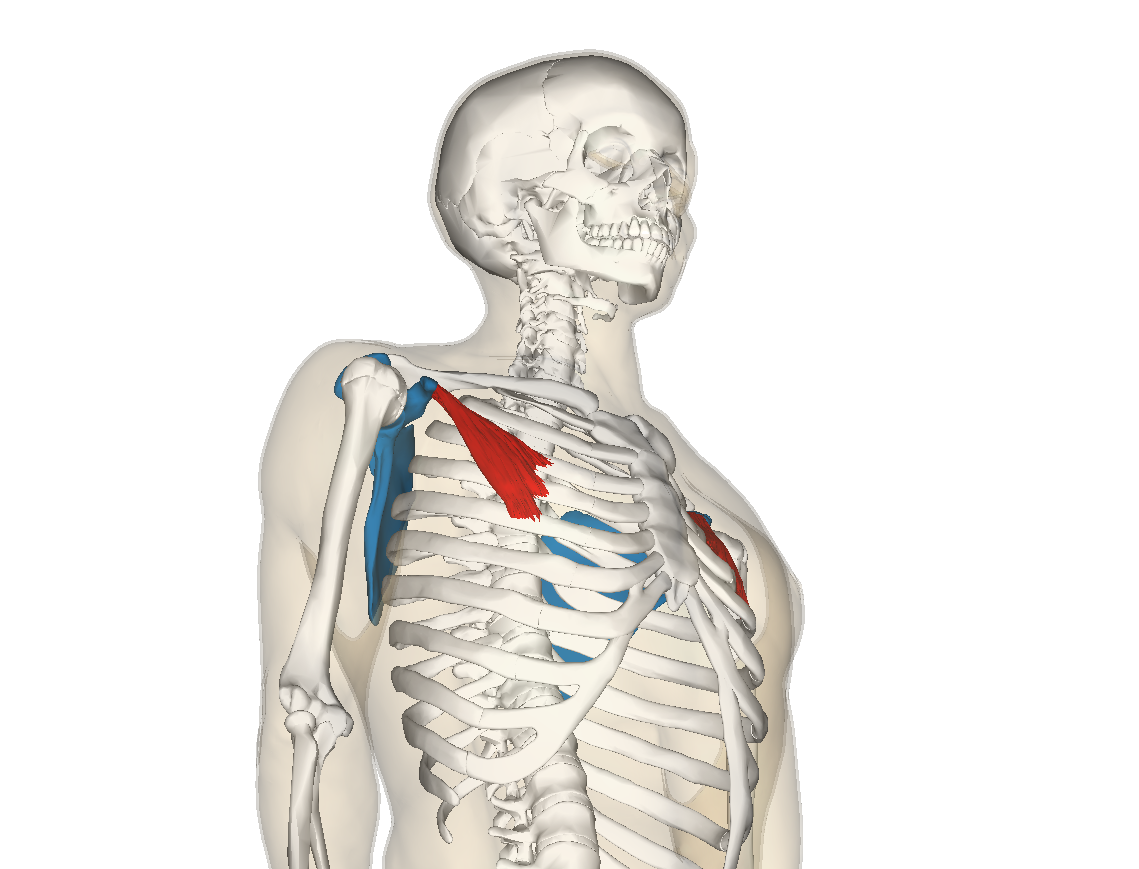
Pectoral menor

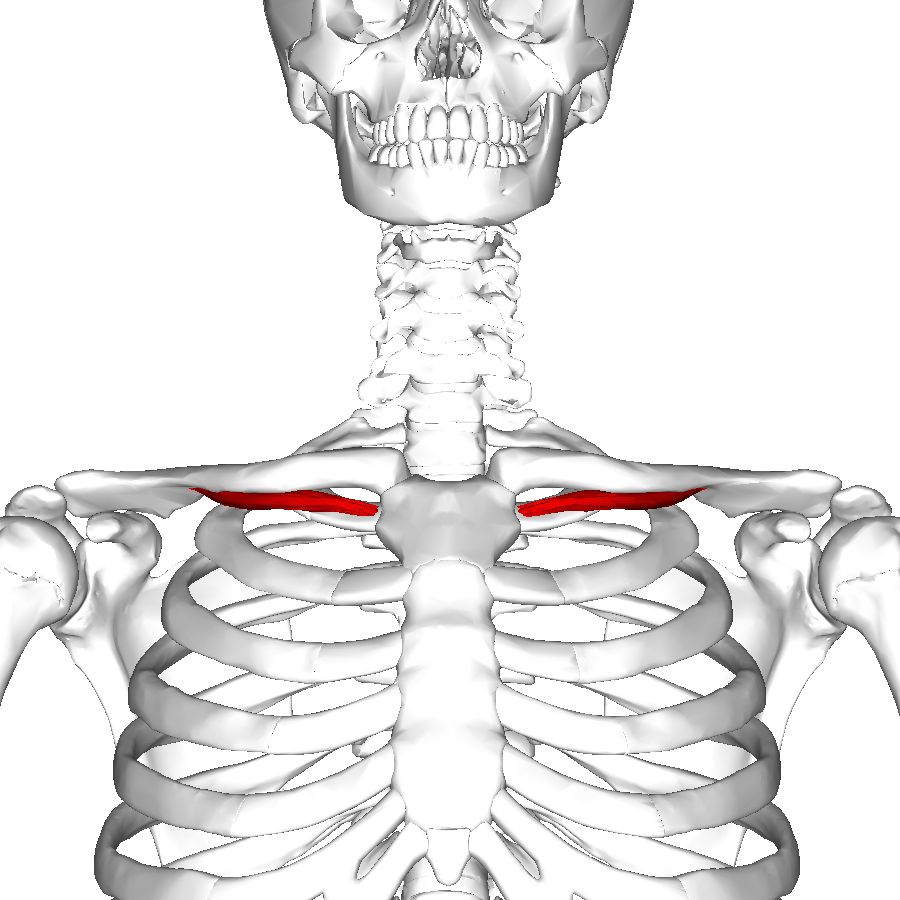
Subclavi

Serrat major

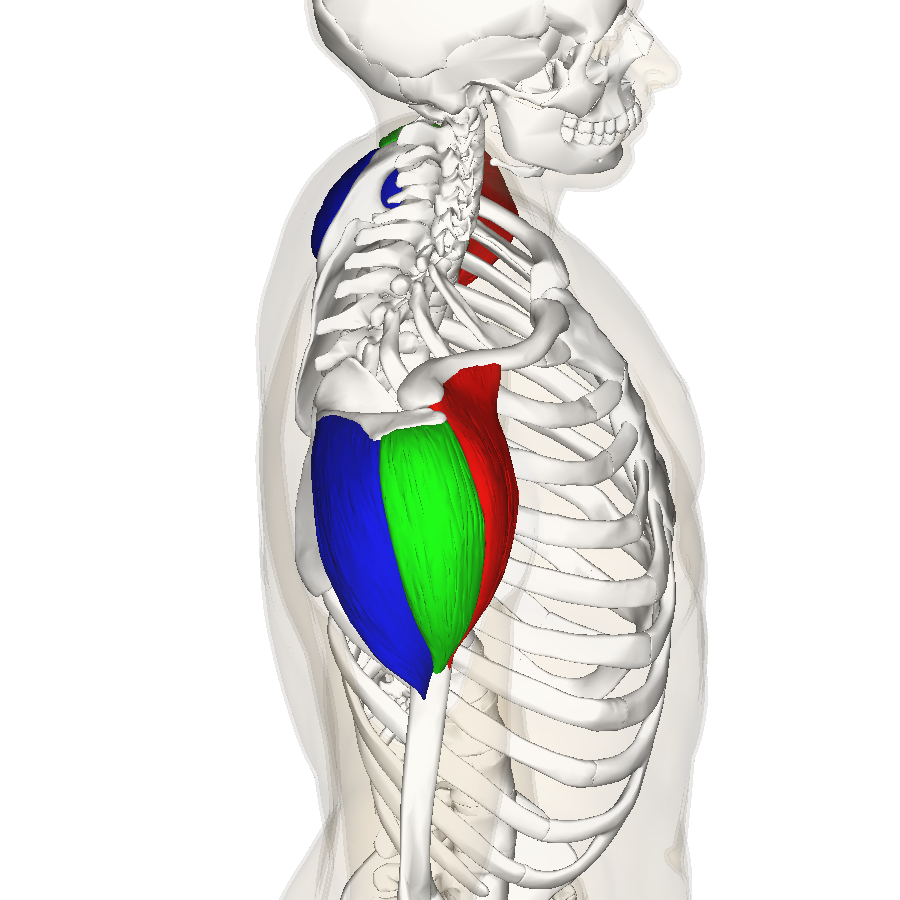
Deltoide

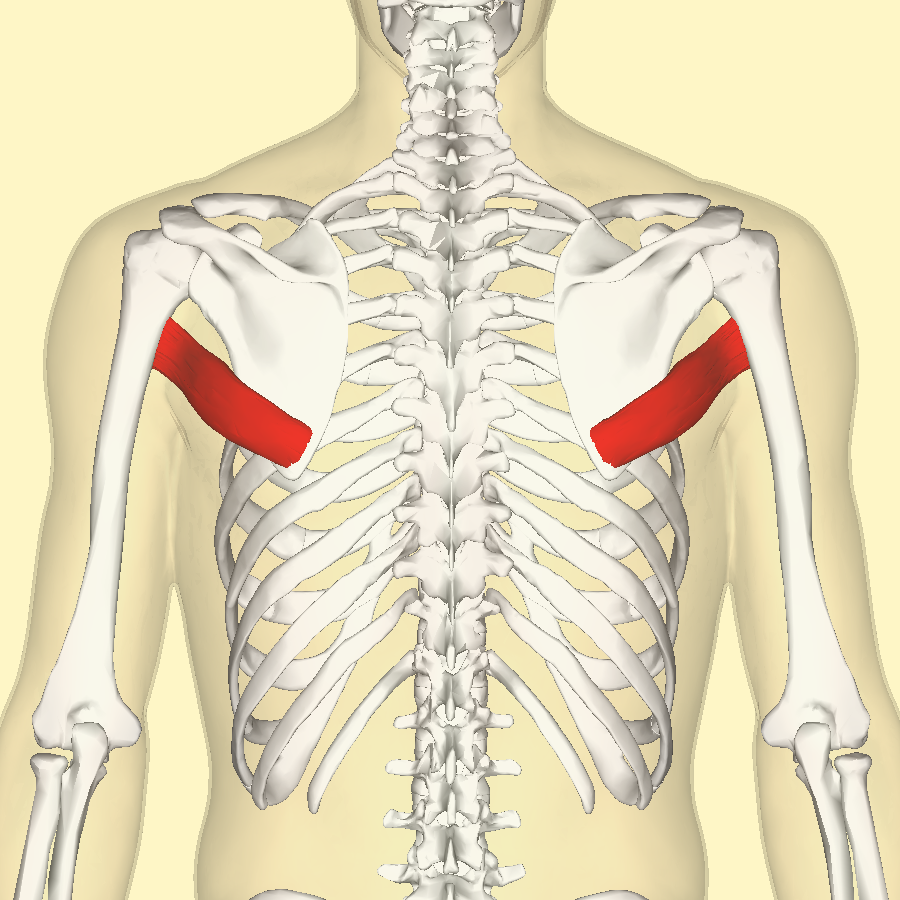
Rodó major

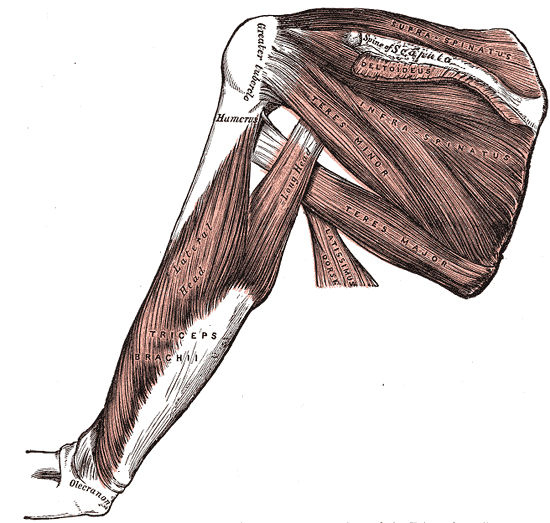
Manegot dels rotatoris

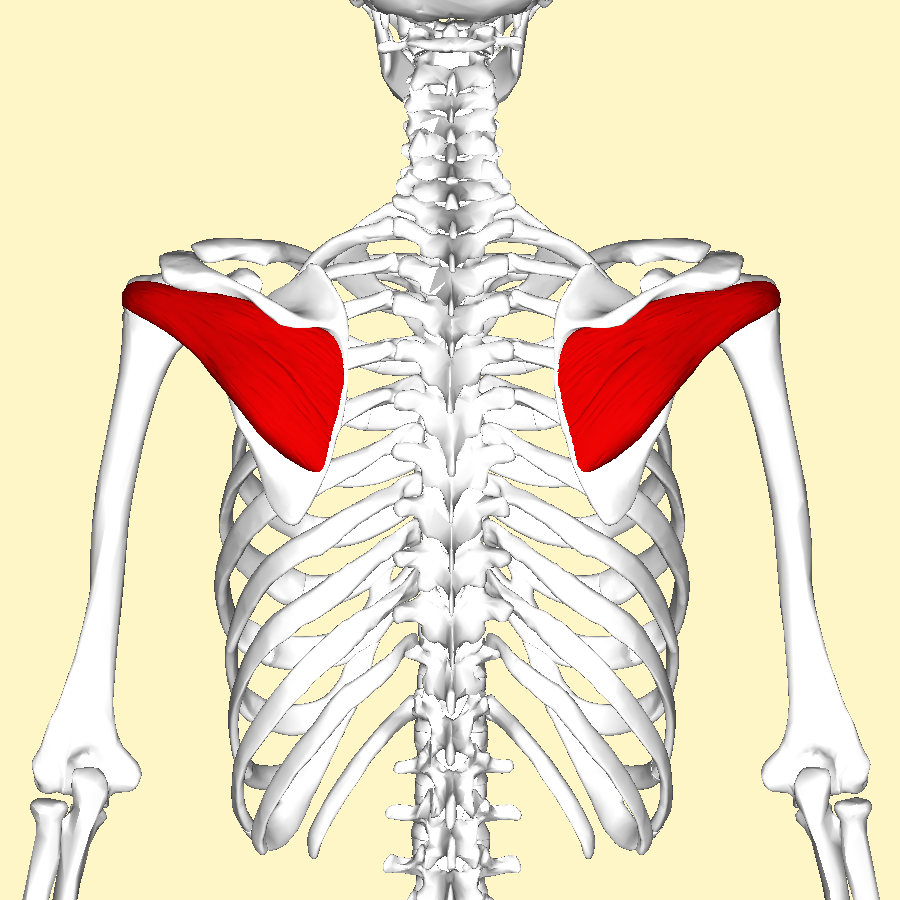
Infraspinós

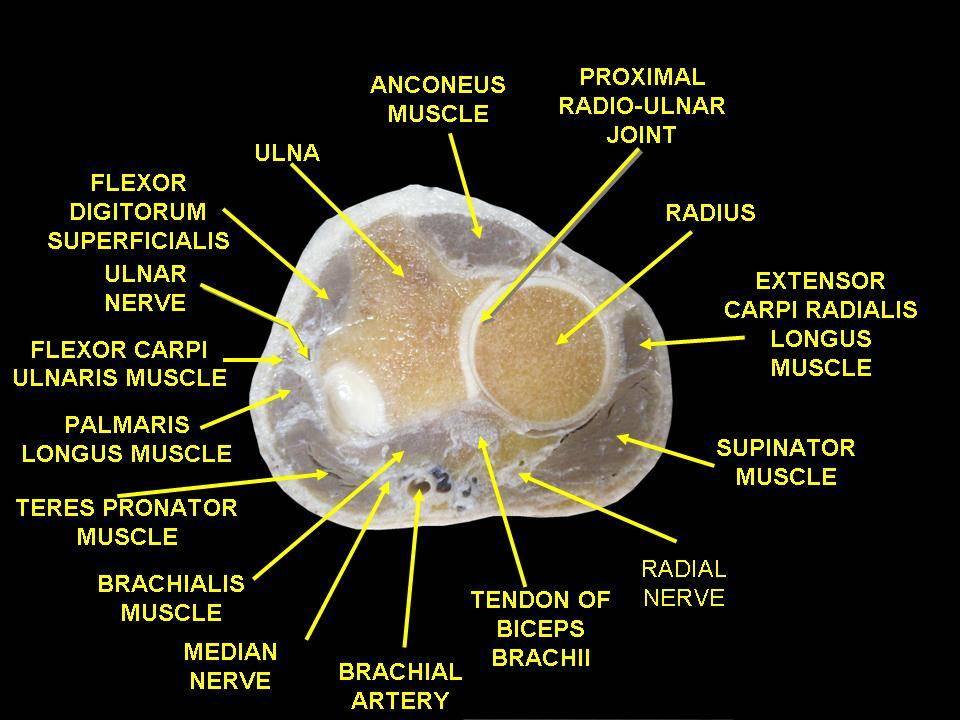
Secció transversal del braç amb els músculs de l'extremitat superior

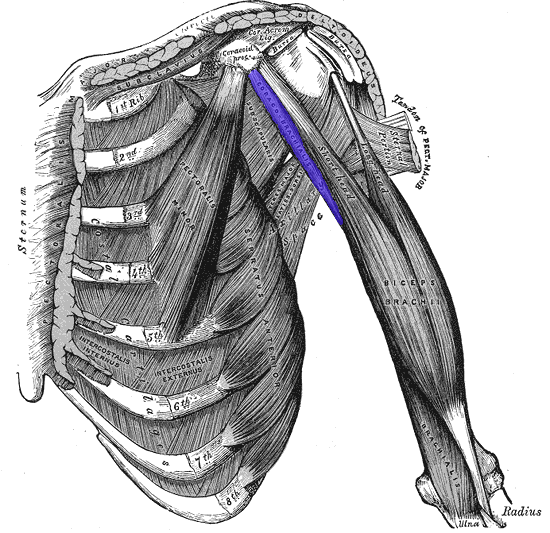
Coracobraquial

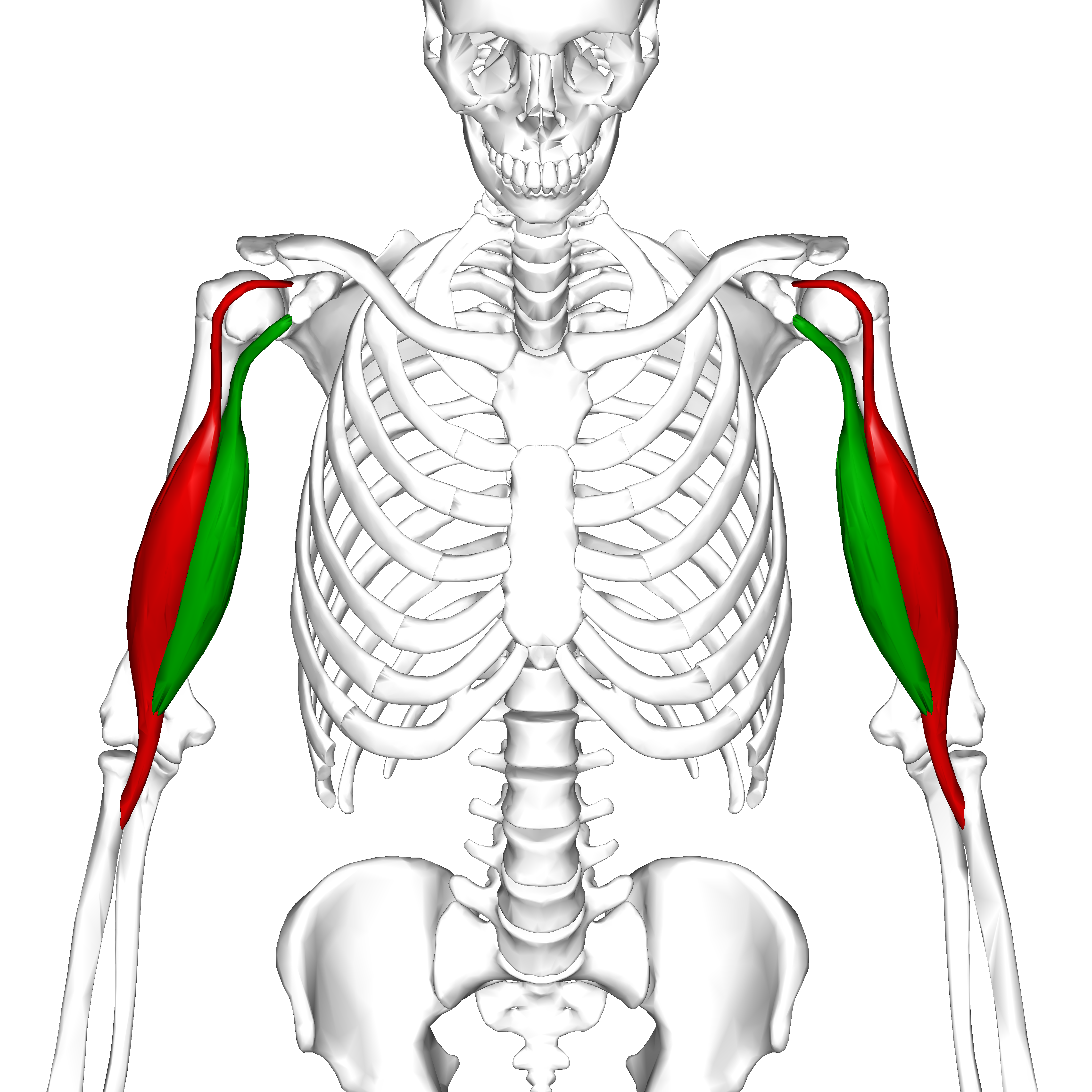
Múscul bíceps braquial amb els dos caps diferenciats:
Cap curt
Cap llarg.

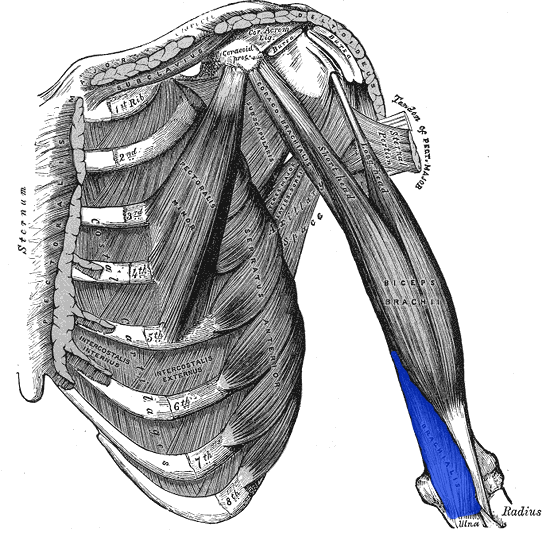
Braquial

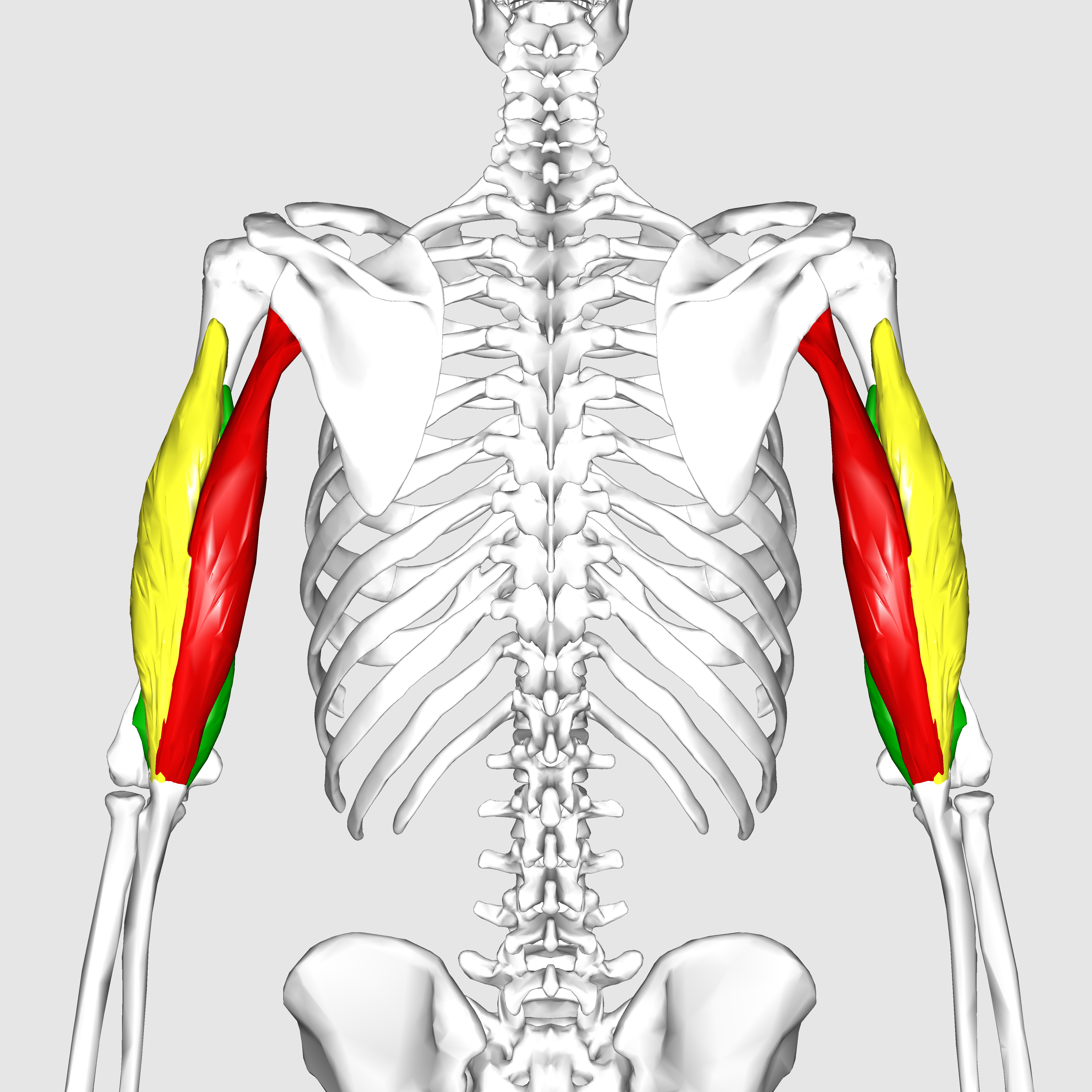
Múscul tríceps braquial amb els tres caps en colors diferents

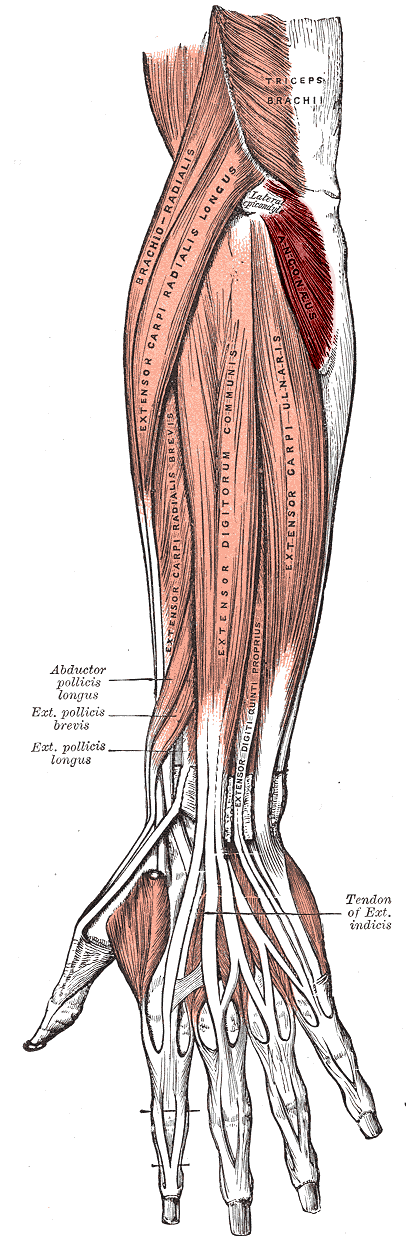
Anconal

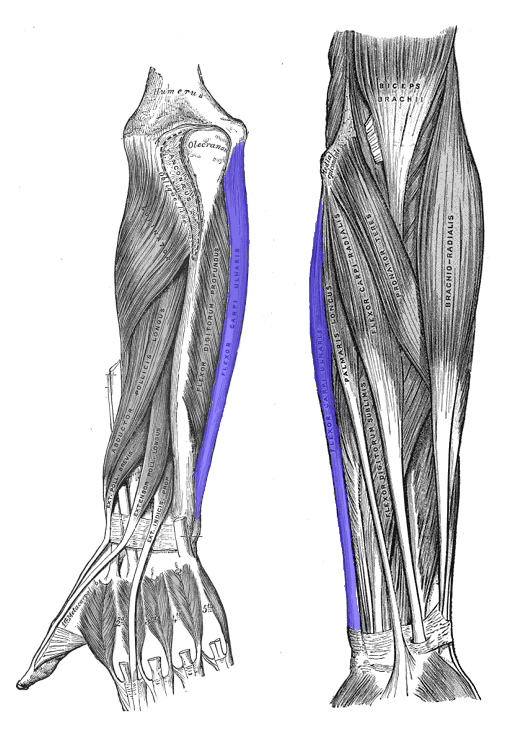
Múscul profunds de l'avantbraç. En blau, el cubital anterior.

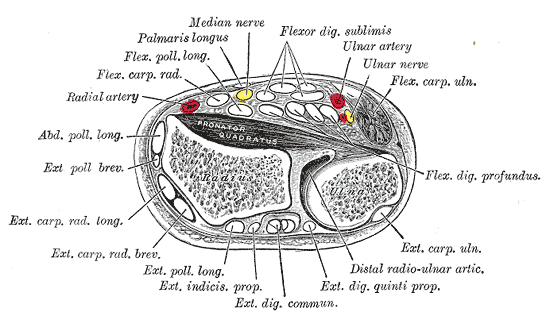
Secció transversal a nivell dels extrems distals del radi i el cúbit

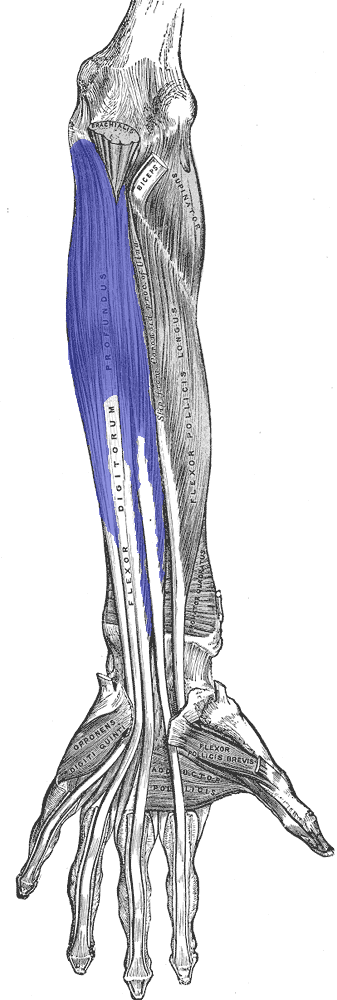
Flexor comú profund dels dits

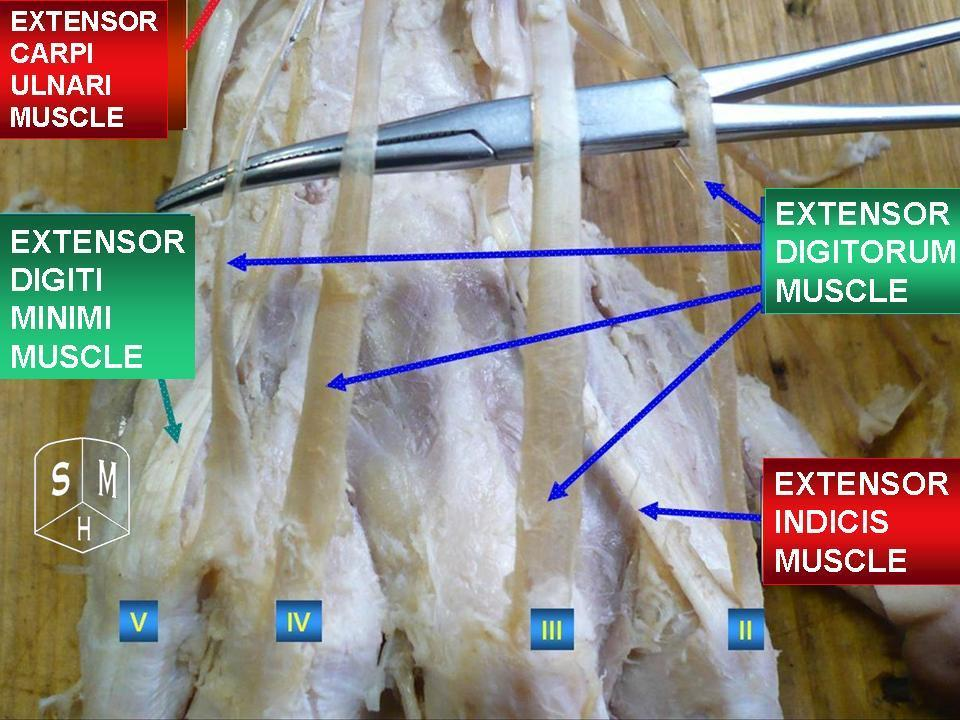
Extensor comú dels dits de la mà

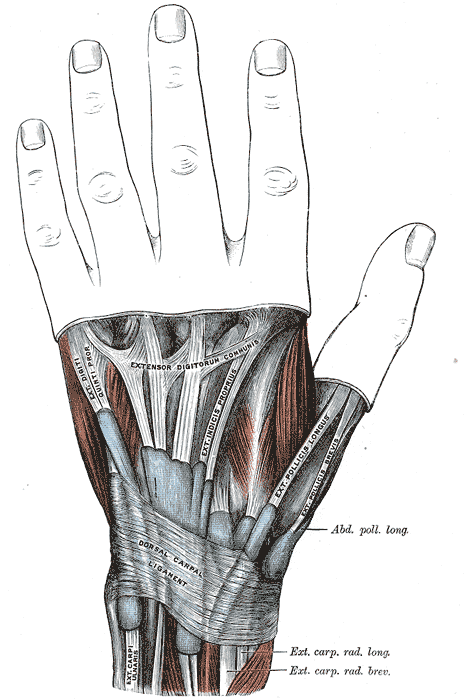
Beines mucoses dels tendons en la part posterior del canell

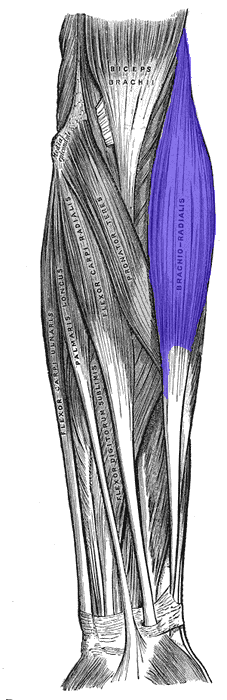
Supinador llarg

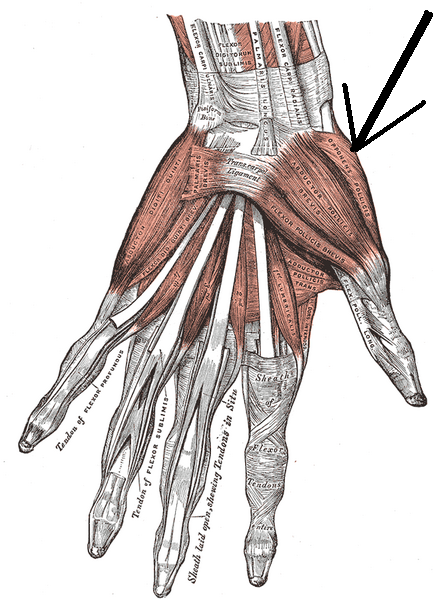
Oponent del polze

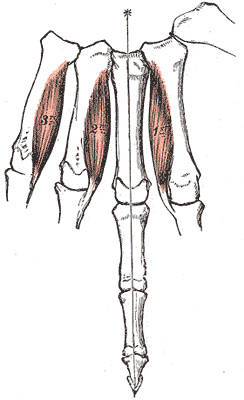
Interossis palmars

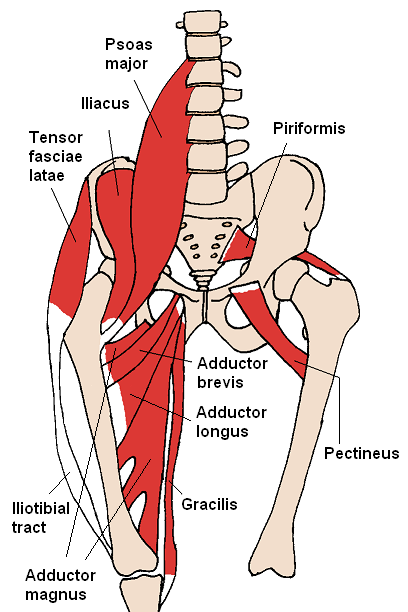
L'ilíac i músculs propers

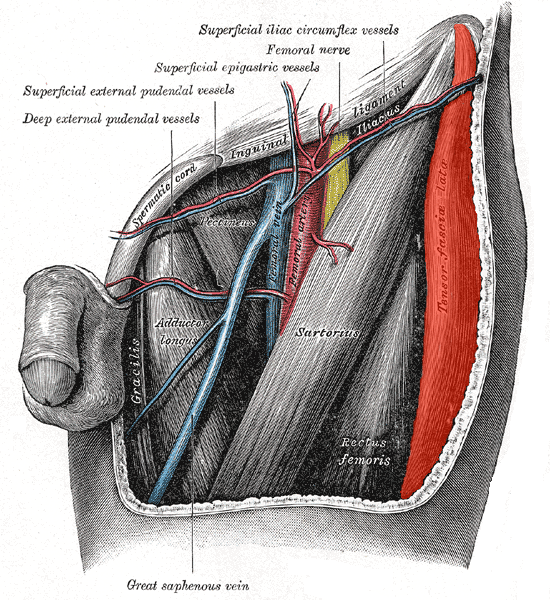
Tensor de la fàscia lata

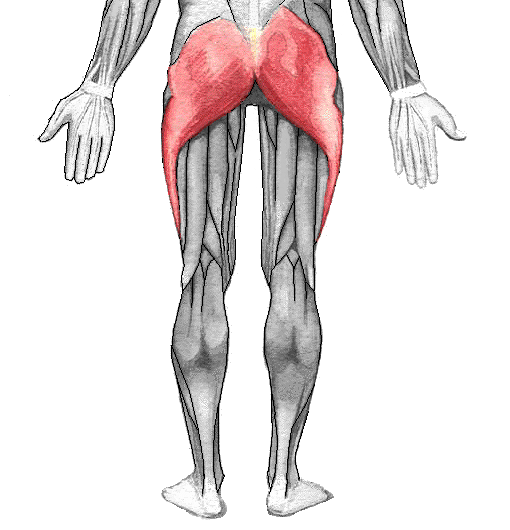
Gluti major

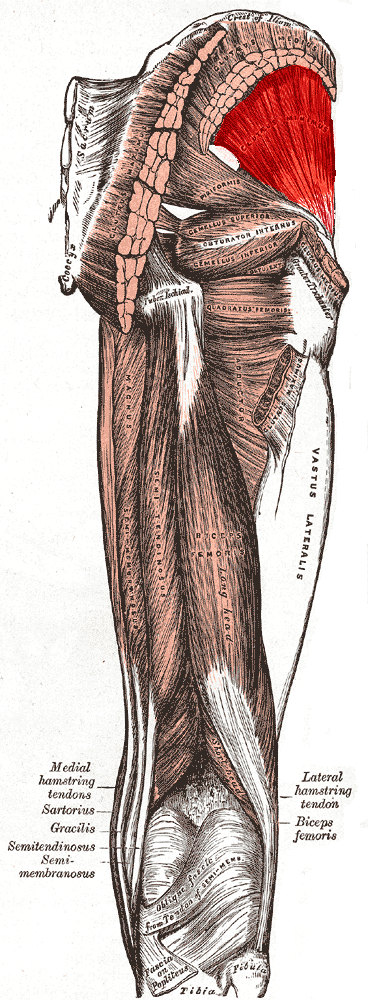
Gluti menor

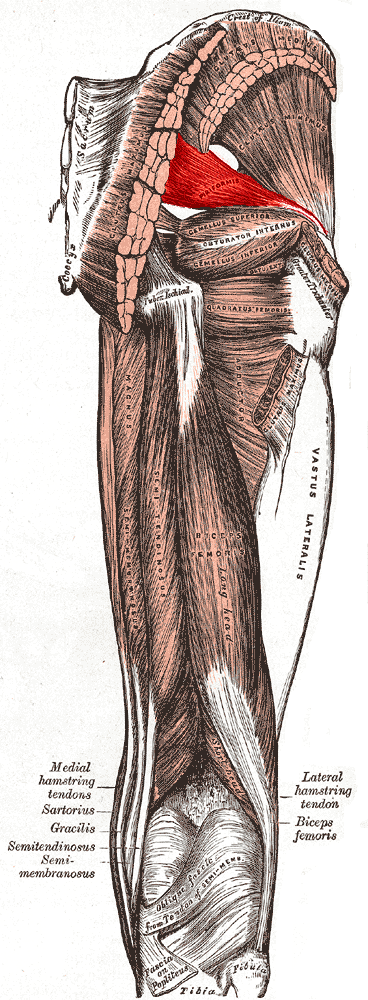
Piriforme

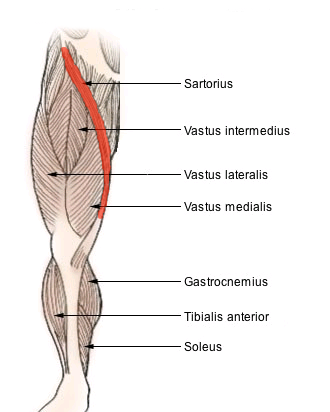
Sartori

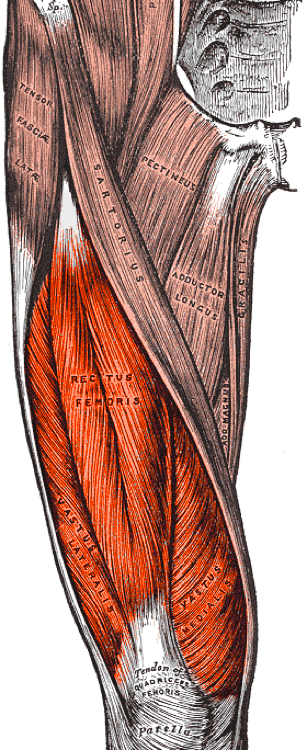
Quàdriceps femoral

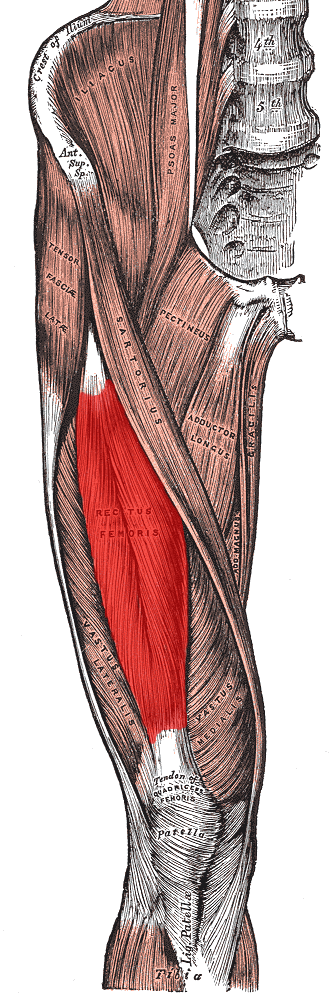
Recte femoral

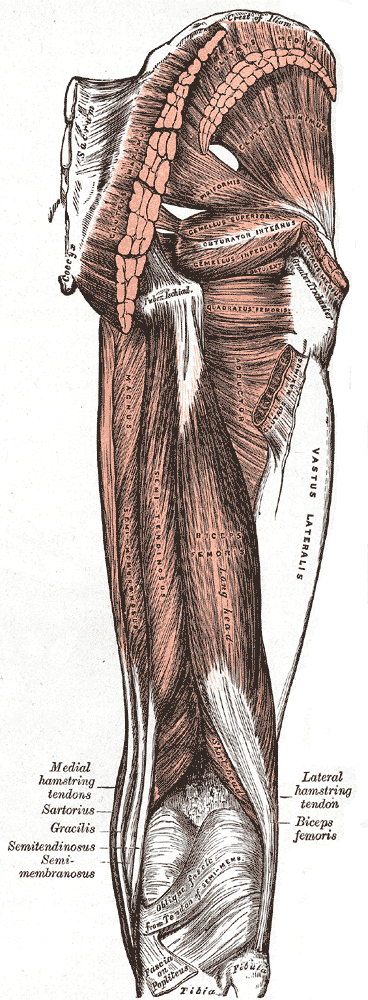
Part posterior de la cuixa. Els músculs isquiotibials en la part central

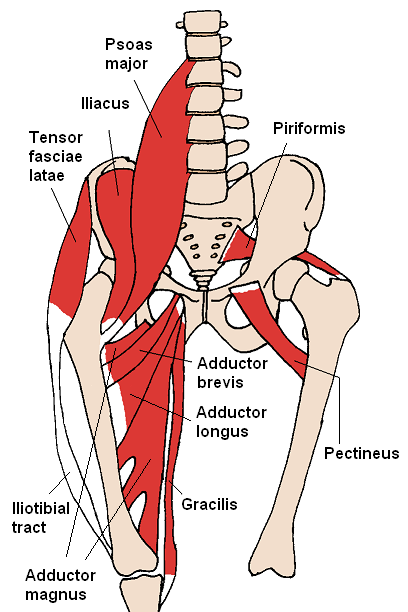
Els adductors de la cuixa i músculs propers

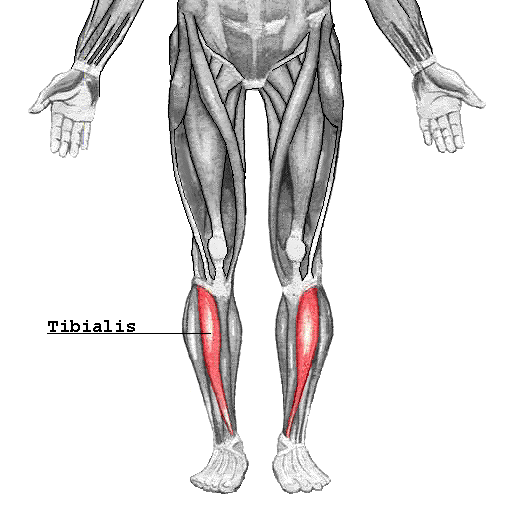
Tibial anterior

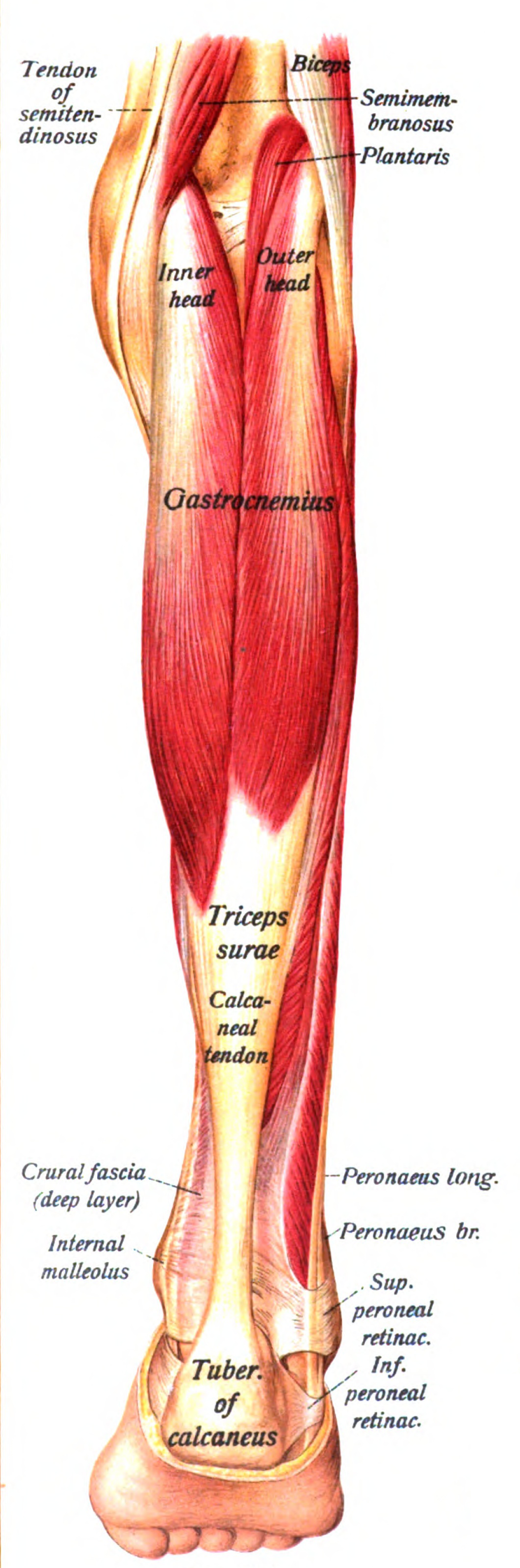
Bessons o gastrocnemi

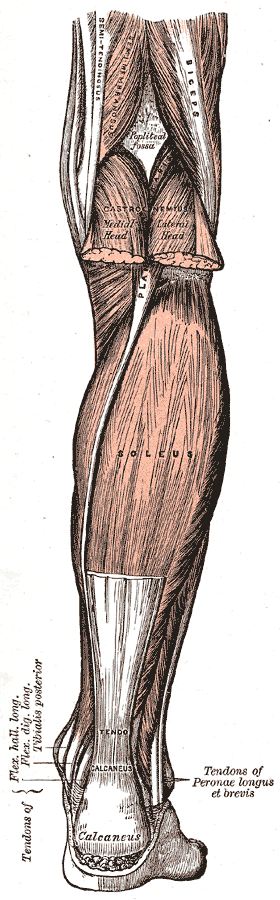
Soli. S'han eliminat els bessons.

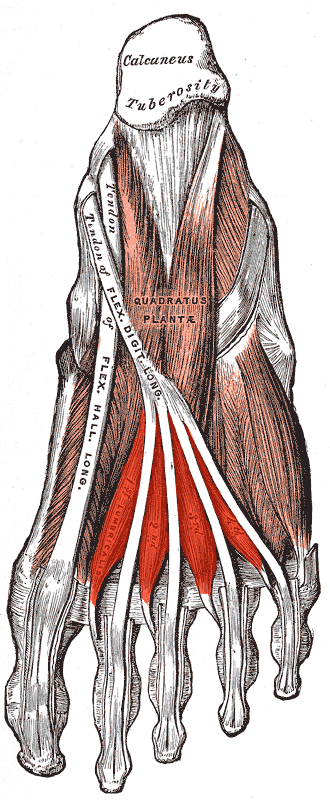
Segona capa dels músculs del peu dret. Destaquen els lumbricals.

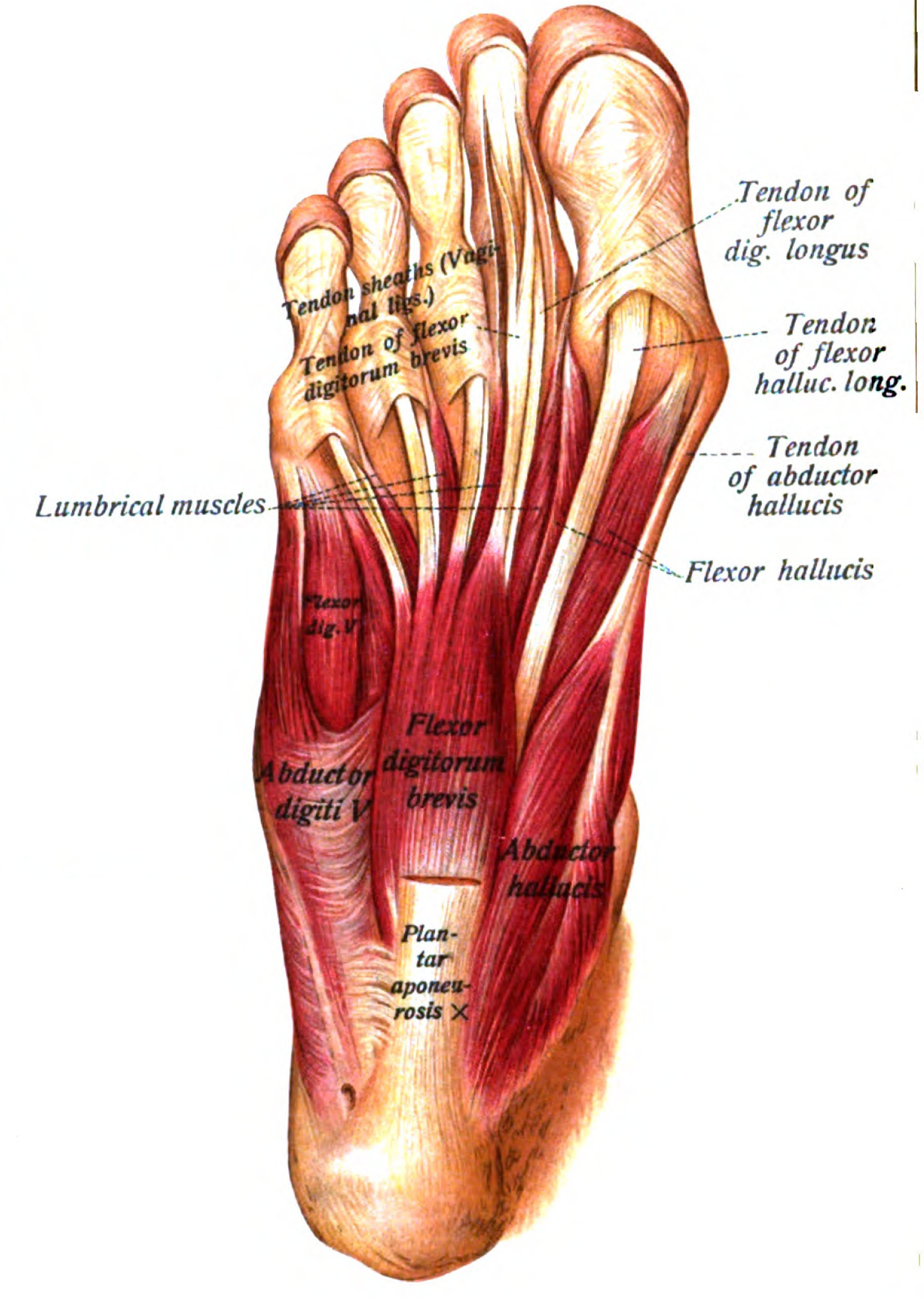
Primera capa de músculs de la planta del peu. Destaca l'abductor del dit gros.

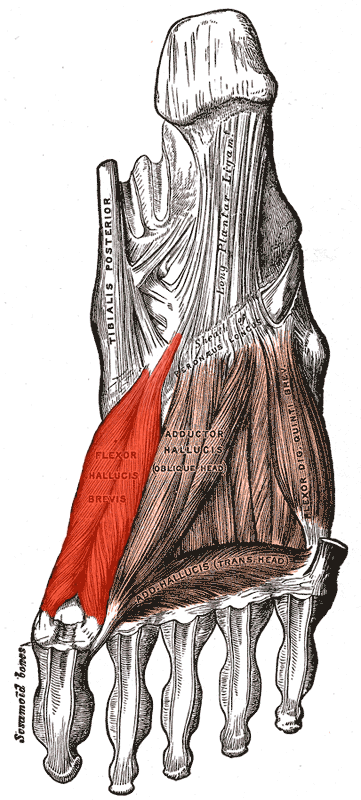
Tercera capa dels músculs de la planta del peu. Destaca el flexor curt del dit gros.

### Cuir cabellut/Parpella
| Múscul                     | Origen                                             | Inserció                    | Artèria                                | Innervació               | Acció            | Antag.                  |
| -------------------------- | -------------------------------------------------- | --------------------------- | -------------------------------------- | ------------------------ | ---------------- | ----------------------- |
| Occipitofrontal            | occipital i frontal                                | apn. epicranial             |                                        | facial                   | eleva celles     |                         |
| * Occipital                | línia nucal occipital, part mastoidal del temporal | apn. epicranial             | occipital                              | auricular post. (facial) |                  |                         |
| * Frontal                  | apn. epicranial                                    | apòfisi mastoide            | oftàlmica                              | facial                   | arrufa celles    |                         |
| Orbicular de les parpelles | os frontal; lligament parpebral; os lacrimal       | rafe lateral de la parpella | oftàlmica, zigomàtica-orbital, angular | zigomàtica (facial)      | tanca parpelles  | elev. parpella superior |

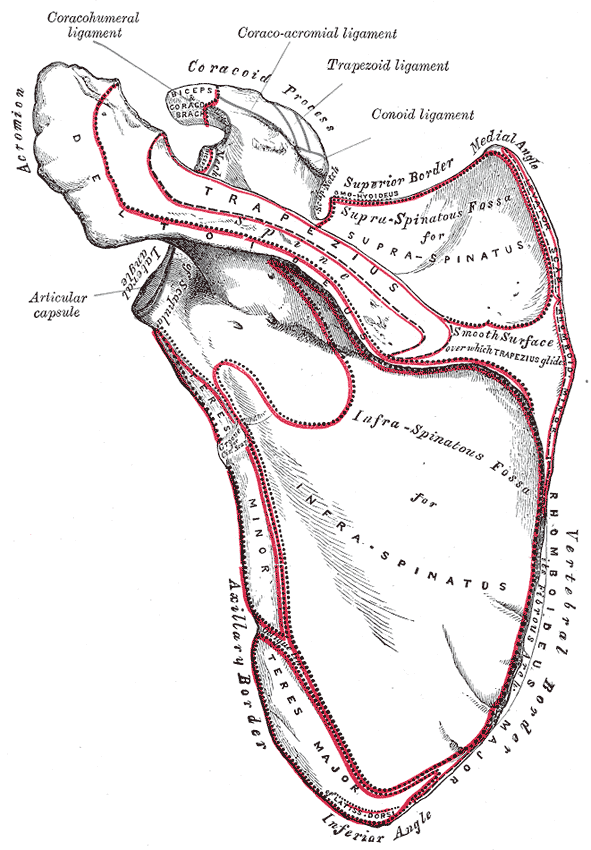
Insercions musculars a l'escàpula (superfície posterior)

| Corrugador superciliar     | arc superciliar                                    | pell frontal, a la cella    |                                        | facial                   | arrufa el front  |                         |
| Depressor superciliar      | fibres orbicular de les parpelles                  | òrbita òssia                |                                        | facial                   | depremeix celles |                         |

### Músculs extraoculars
| Múscul                           | Origen                                           | Inserció                               | Artèria                        | Innervació             | Acció                                       | Antag.                 |
| -------------------------------- | ------------------------------------------------ | -------------------------------------- | ------------------------------ | ---------------------- | ------------------------------------------- | ---------------------- |
| Elevador de la parpella superior | os esfenoide                                     | placa tarsal superior, parpella        | oftàlmica                      | oculomotor             | retreu/eleva parpella                       | orbicular parpelles    |
| Tarsal superior                  | revers elevador de la parpella superior          | placa tarsal sup., parpella            | oftàlmica                      | SN simpàtic            | eleva parpella sup.                         |                        |
| Orbicular de les parpelles       | os frontal, llig. palpebral intern i os lacrimal | rafe palpebral lat.                    | oftàlmica, zigomàtica, angular | facial                 | tanca parpelles                             | elevador parpella sup. |
| Músculs rectes                   |                                                  |                                        |                                |                        |                                             |                        |
| * Superior                       | anell de Zinn en l'àpex                          | 7,5 mm sup. al limbe esclerocornial    |                                | oculomotor             | eleva, addueix i rota l'ull                 |                        |
| * Inferior                       | anell de Zinn en l'àpex                          | 6,5 mm inf. al limbe escl.             |                                | branca inf. oculomotor | depressió i adducció                        |                        |
| * Medial (Intern)                | anell de Zinn en l'àpex                          | 5,5 mm medial al limbe escl.           |                                | branca inf. oculomotor | addueix l'ull                               |                        |
| * Lateral (Extern)               | anell de Zinn en l'àpex                          | 7 mm lat. al limbe escl.               |                                | abducent               | abdueix l'ull                               |                        |
| Músculs oblics                   |                                                  |                                        |                                |                        |                                             |                        |
| * Superior                       | anell de Zinn en l'àpex                          | quadrant post. de l'ull                | branca oftàlmica               | patètic                | torsió, abdueix (rota lat.) i deprimeix ull |                        |
| * Inferior                       | superf. maxil·lar, ranura lacrimal               | lat. sobre l'ull, intern al recte lat. |                                | oculomotor             | extorsiona, eleva, abdueix                  |                        |

### Intraocular
| Múscul                   | Origen | Inserció | Artèria             | Innervació                      | Acció              | Antag.             |
| ------------------------ | ------ | -------- | ------------------- | ------------------------------- | ------------------ | ------------------ |
| Ciliar                   |        |          | ciliar llarga post. | oculomotor (parasimpàtic)       | acomodació         |                    |
| Dilatador de la pupil·la |        |          | ciliar llarga post. | gangli cervical sup. (simpàtic) | dilatació pupil·la | esfínter pupil·la  |
| Esfínter de la pupil·la  |        |          | ciliar llarga post. | ciliars curts                   | contreu pupil·la   | dilatador pupil·la |

### Oïda
| Múscul           | Origen                | Inserció                 | Artèria        | Innervació                      | Acció                            | Antag. |
| ---------------- | --------------------- | ------------------------ | -------------- | ------------------------------- | -------------------------------- | ------ |
| Auriculars       | aponeurosi epicranial | helix, pavelló auricular |                | facial                          | mou orelles                      |        |
| Temporoparietal  | músculs auriculars    | apn. epicranial          |                |                                 |                                  |        |
| Estapedial       |                       | coll estrep              |                | facial                          | amplitud sonora (orella interna) |        |
| Tensor del timpà | trompa d'Eustaqui     | mànec del martell        | timpànica sup. | pterigoidal intern (mandibular) | tensa el timpà                   |        |

### Nas
| Múscul                       | Origen                              | Inserció                      | Artèria     | Innervació            | Acció                                          | Antag. |
| ---------------------------- | ----------------------------------- | ----------------------------- | ----------- | --------------------- | ---------------------------------------------- | ------ |
| Procerus (Piramidal)         | fàscia (nasal)                      | pell inf. front (entrecelles) |             | branca bucal (facial) | abaixa interior celles (arrufa nas)            |        |
| Del nas                      | maxil·lar superior                  | os nasal                      |             | branca bucal (facial) | comprimeix pont, deprimeix punta, eleva narius |        |
| Mirtiforme                   | maxil·lar, cartílag nasal           | pell prop del nariu           |             | branca bucal (facial) | dilata narius                                  |        |
| Depressor de l'envà nasal    | fossa incisiva (maxil·lar superior) | septe i ala nasal             |             | branca bucal (facial) | deprimeix septe nasal                          |        |
| Elevador comú de l'ala nasal | maxil·lar superior                  | nariu i llavi sup.            | labial sup. | branca bucal (facial) | dilata narius, eleva llavi i ala nasal         |        |

### Boca
| Múscul                      | Origen                                    | Inserció                       | Artèria     | Innervació                 | Acció                                                  | Antag. |
| --------------------------- | ----------------------------------------- | ------------------------------ | ----------- | -------------------------- | ------------------------------------------------------ | ------ |
| Caní                        | maxil·lar superior                        | modíol de la boca              | facial      | facial                     | somriure (eleva l'angle de la boca)                    |        |
| Triangular dels llavis      | línia obliqua mandibular                  | modíol de la boca              | facial      | branca mandib. (facial)    | depressió angle de la boca                             |        |
| Elevador del llavi superior | maxil·lar sup. (sota forat infraorbitari) | llavi sup., orbicular (llavi)  | labial sup. | branca bucal (facial)      | eleva llavi sup.                                       |        |

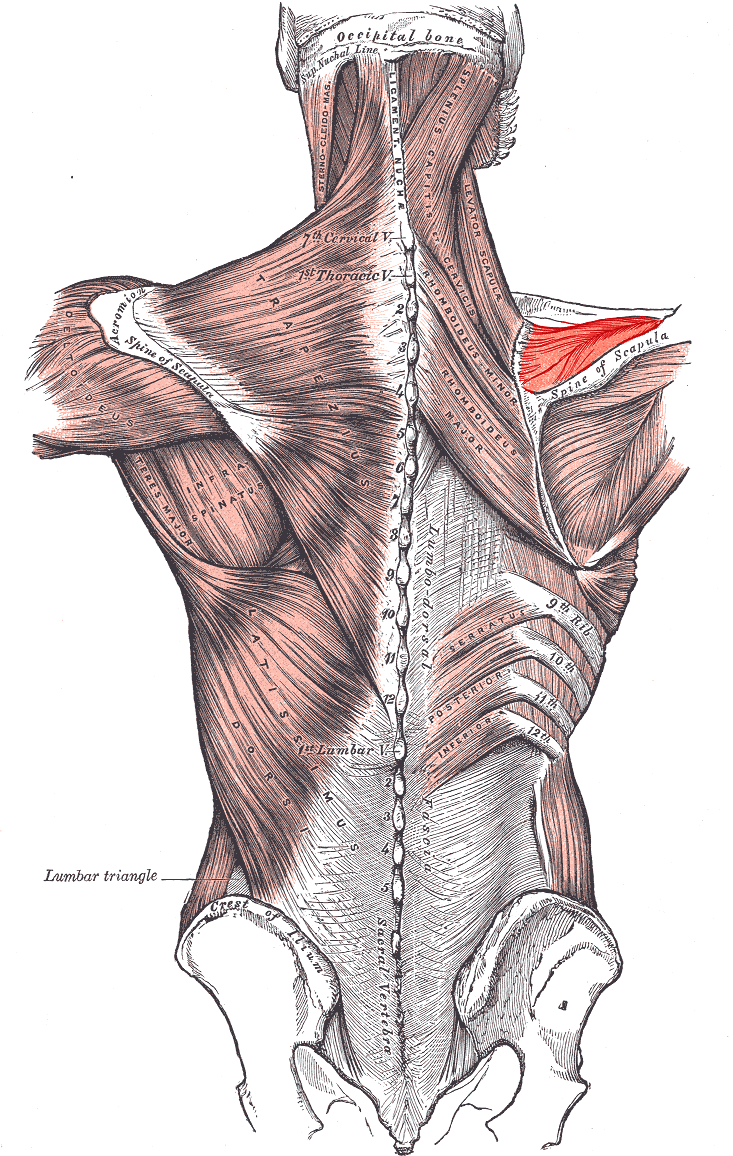
Supraspinós

| Quadrat del mentó           | línia obliqua mandibular                  | llavi inf., orbicular (llavis) | labial inf. | facial                     | depressió llavi inf.                                   |        |
| Borla del mentó             | mandíbula anterior                        | mentó                          |             | branca mandibular (facial) | eleva i arrufa mentó, protussió llavi inf.             |        |
| Buccinador                  | part alveolar maxil·lar sup. i mandíbula  | orbicular dels llavis          | bucal       | branca bucal (facial)      | comprimeix galtes contra les dents (bufar), masticació |        |
| Orbicular dels llavis       | Maxil·lar superior i mandíbula            | pell al voltant dels llavis    |             | branca bucal (facial)      | arrufa els llavis                                      |        |
| Risori                      | fàscia paròtide                           | modíol de la boca              | facial      | branca bucal (facial)      | dibuixa angle de la boca                               |        |
| Zigomàtic major             | os zigomàtic (part frontal)               | modíol de la boca              | facial      | branca bucal (facial)      | angle de la boca (sup. i lat.)                         |        |
| Zigomàtic menor             | os zigomàtic                              | pell del llavi sup.            | facial      | facial, branca bucal       | eleva llavi sup.                                       |        |

### Masticació
| Múscul             | Origen                                               | Inserció                           | Artèria                                    | Innervació                      | Acció                                          | Antag.          |
| ------------------ | ---------------------------------------------------- | ---------------------------------- | ------------------------------------------ | ------------------------------- | ---------------------------------------------- | --------------- |
| Masseter           | arc zigomàtic i maxil·lar sup.                       | mandibular                         | massetèrica                                | massetèric (V3)                 | eleva (tanca la boca) i retrau la mandíbula    | cutani del coll |
| Temporal           | línies temporals de l'os parietal                    | procés coronoidal de la mandíbula  | temporal profunda                          | 3ª branca del trigemin          | eleva i retrau la mandíbula                    | cutani del coll |
| Pterigoidal extern | ala major esfenoide, apf. piramidal del palatí       | os zigomàtic (comissura bucal)     | branques pterigoidals (maxil·lar superior) | pterigoidal extern (mandibular) | protrusió i moviments laterals de la mandíbula |                 |
| Pterigoidal intern | en la tuberositat maxil·lar, en la fossa pterigoidal | superfície interna de la mandíbula | branques pterigoidals (maxil·lar superior) | mandibular                      | tanca la mandíbula, lleugera lateralització    |                 |

### Llengua

#### Extrínsecs
| Múscul     | Origen                        | Inserció                                    | Artèria | Innervació       | Acció                                                                             | Antag.    |
| ---------- | ----------------------------- | ------------------------------------------- | ------- | ---------------- | --------------------------------------------------------------------------------- | --------- |
| Genioglòs  | part superior de la mandíbula | dors de la llengua i cos del hiode          | lingual | hipoglòs         | fibres inf., llengua enfora; mitjanes, la deprimeixen; sup., punta enrere i avall |           |
| Hioglòs    | hiode                         | cara de la llengua                          |         | hipoglòs         | deprimeix la llengua                                                              |           |
| Condroglòs | cos i banya menor del hiode   | fibres musculars intrínseques de la llengua |         | hipoglòs         | deprimeix la llengua                                                              |           |
| Estiloglòs | apf. estiloide (temporal)     | llengua                                     |         | hipoglòs         | eleva i retrau la llengua                                                         | genioglòs |
| Palatoglòs | apn. palatina                 | llengua                                     |         | vague, accessori | eleva la part post. de la llengua                                                 |           |

#### Intrínsecs
| Múscul                  | Origen                               | Inserció                | Artèria | Innervació | Acció                                      | Antag. |
| ----------------------- | ------------------------------------ | ----------------------- | ------- | ---------- | ------------------------------------------ | ------ |
| Lingual superior        | prop l'epiglotis (envà fibrós mitjà) | vores de la llengua     |         | hipoglòs   | escurça, gira la punta i marges lat. amunt |        |
| Transvers de la llengua | septe lingual                        | costats (llengua)       |         | hipoglòs   | estreta i allarga                          |        |
| Lingual inferior        | arrel (llengua)                      | àpex (llengua)          |         | hipoglòs   | escurça, retreu, tira la punta avall       |        |
| Vertical de la llengua  | dors (llengua)                       | superfície inf. costats |         | hipoglòs   | aplana                                     |        |

### Paladar tou
| Múscul             | Origen                         | Inserció              | Artèria | Innervació                      | Acció                                          | Antag. |
| ------------------ | ------------------------------ | --------------------- | ------- | ------------------------------- | ---------------------------------------------- | ------ |
| Peristafilí intern | os temporal, trompa d'Eustaqui | apn. palatina         | facial  | vague                           | eleva paladar tou (deglució)                   |        |
| Peristafilí extern | apf. pterigoide (esfenoide)    | apn. palatina         |         | pterigoidal medial (mandibular) | tensa paladar tou (deglució)                   |        |
| De l'úvula         | paladar dur                    | apn. palatina         |         | plexe faringi (vague)           | mou i canvia la forma de l'úvula               |        |
| Palatoglòs         | apn. palatina                  | llengua               |         | vague i accessori               | eleva la part post. de la llengua (respiració) |        |
| Palatofaringi      | apn. palatina i paladar dur    | vora superior tiroide | facial  | vague i accessori               | tracció faringe i laringe (respiració)         |        |

## Coll

### Faringe
| Múscul                             | Origen                                                  | Inserció                         | Artèria            | Innervació             | Acció                                        | Antag. |
| ---------------------------------- | ------------------------------------------------------- | -------------------------------- | ------------------ | ---------------------- | -------------------------------------------- | ------ |
| Estilofaringi                      | apf. estiloide                                          | cartílag tiroide (faringe)       | faríngia ascendent | glossofaringi          | eleva la laringe i la faringe en la deglució |        |
| Salpingofaringi                    | cartílag de la trompa d'Eustaqui                        | fascicle post. del palatofaringi |                    | vague i accessori      | eleva la nasofaringe                         |        |
| Músculs constrictors de la faringe |                                                         |                                  |                    |                        |                                              |        |
| * Inferior                         | cartílags cricoide i tiroide                            | rafe faringeal                   | faríngia asc.      | laringi extern (vague) | deglució                                     |        |
| * Mitjà                            | hioide                                                  | rafe faringeal                   | faríngia asc.      | vague                  | deglució                                     |        |
| * Superior                         | rafe pterigomandibular, apf. pterigoide i làmina medial | rafe faringi, tubercle faringi   |                    | vague                  | deglució                                     |        |

### Laringe
| Múscul                    | Origen                              | Inserció                            | Artèria | Innervació        | Acció                                                                             | Antag.                   |
| ------------------------- | ----------------------------------- | ----------------------------------- | ------- | ----------------- | --------------------------------------------------------------------------------- | ------------------------ |
| Cricotiroidal             | cricoide ant. i lateral             | banya inferior i lamina del tiroide |         | laringi extern    | tensa i estira les c. vocals (adductor menor)                                     |                          |
| Aritenoidal               | aritenoide d'un costat              | aritenoide de l'altre costat        |         | laringi recurrent | aproxima els aritenoides (tanca la glotis)                                        |                          |
| Tiroaritenoidal           | superfície int. tiroide (cara ant.) | superfície ant. aritenoide          |         | laringi recurrent | eixampla c. vocals, les apropa; adducció c. vocals (parla)                        |                          |
| Músculs cricoaritenoidals |                                     |                                     |         |                   |                                                                                   |                          |
| * Posterior               | part posterior del cricoide         | apf. muscular aritenoide            |         | laringi recurrent | abducció i rotació lat. cartílag, llig. vocal medial i endavant; obre glotis      | cricoaritenoidal lateral |
| * Lateral                 | part lateral de l'arc del cricoide  | apf. muscular aritenoide            |         | laringi recurrent | adducció i rotació medial del cartílag, llig. vocal medial i enrere; tanca glotis |                          |

### Cervical
| Múscul                   | Origen                                           | Inserció                                     | Artèria                                   | Innervació                                 | Acció                                                                                      | Antag.             |
| ------------------------ | ------------------------------------------------ | -------------------------------------------- | ----------------------------------------- | ------------------------------------------ | ------------------------------------------------------------------------------------------ | ------------------ |
| Cutani del coll Platisma | clavícula inferior i fàscia pectoral             | mandíbula                                    | branques de la submental i supraescàpular | branca cervical del facial (CN VII)        | mou costats de la boca avall i l'eixampla (tristesa); mou pell del coll quan prem dents    | masseter, temporal |
| Esternoclidomastoidal    | manubri de l'estern, part medial de la clavícula | apf. mastoide del temporal, línia nucal sup. | occipital i tiroidal sup.                 | motor: accessori sensorial: plexe cervical | inclina i gira el cap (un); flexiona el coll, eleva l'estern (inspiració forçada) (ambdós) |                    |

### Suprahioidals
| Múscul        | Origen                                                 | Inserció                 | Artèria                     | Innervació                     | Acció                                            | Antag. |
| ------------- | ------------------------------------------------------ | ------------------------ | --------------------------- | ------------------------------ | ------------------------------------------------ | ------ |
| Digàstric     | fossa digàstrica (mandíbula); apf. mastoide (temporal) | tendó Intermedi (hioide) |                             | milohioidal (trigemin); facial | obre la mandíbula (masseter i temporal relaxats) |        |
| Estilohioidal | apf. estiloide (temporal)                              | gran banya del hioide    |                             | facial (NC VII)                | eleva el hioide (deglució)                       |        |
| Milohioidal   | línia milohioidal (mandíbula)                          | rafe faringi             | milohioidal (alveolar inf.) | milohioidal (alveolar inf.)    | eleva boca i hioide; deprimeix mandíbula         |        |
| Geniohioidal  | símfisi mandibular                                     | hioide                   |                             | C1 via hipoglòs                | hioide i llengua cap amunt (deglució)            |        |

### Infrahioidals
| Múscul              | Origen                     | Inserció         | Artèria | Innervació     | Acció                                                          | Antag. |
| ------------------- | -------------------------- | ---------------- | ------- | -------------- | -------------------------------------------------------------- | ------ |
| Esternoclidohioidal | manubri de l'estern        | hioide           |         | nansa cervical | deprimeix el hioide                                            |        |
| Esternotiroidal     | manubri                    | cartílag tiroide |         | nansa cervical | eleva laringe, baixa lleugerament hioide                       |        |
| Tirohioidal         | cartílag tiroide           | hioide           |         | C1             | deprimeix el hioide                                            |        |
| Omohioidal          | vora superior de l'omòplat | hioide           |         | nansa cervical | deprimeix laringe i hioide; porta el hioide enrere i al costat |        |

### Vèrtebres

#### Anterior
| Múscul                       | Origen                                | Inserció                                    | Artèria | Innervació | Acció                                        | Antag. |
| ---------------------------- | ------------------------------------- | ------------------------------------------- | ------- | ---------- | -------------------------------------------- | ------ |
| Llarg del coll               | apf. transverses C3-C6                | superfície inf. de l'occipital              |         | C2-C6      | flexiona coll i cap                          |        |
| Llarg del cap                | tubercles ant. apf. transverses C3-C6 | part basilar de l'occipital                 |         | C1-C3/C4   | flexiona coll (articulació atlantooccipital) |        |
| Recte anterior menor del cap | atles (C1)                            | occipital                                   |         | C1         | flexiona coll (art. atlantooccipital)        |        |
| Recte lateral del cap        | superfície sup. apf. transverses C1   | superfície inf. apf. jugular de l'occipital |         | C1         | corba lateralment (art. atlantooccipital)    |        |

#### Lateral
| Múscul                 | Origen                             | Inserció                                 | Artèria                              | Innervació                             | Acció                                                                     | Antag. |
| ---------------------- | ---------------------------------- | ---------------------------------------- | ------------------------------------ | -------------------------------------- | ------------------------------------------------------------------------- | ------ |
| Músculs escalens       |                                    |                                          |                                      |                                        |                                                                           |        |
| * Anterior             | cervicals C3-C6                    | costella 1                               | cervical asc. (branca tiroidal inf.) | branca ventral C5-C6                   | coll fix, eleva cost. 1 (respiració); costella fixa, coll endavant i gira |        |
| * Mitjà                | cervicals C2-C6                    | costella 1                               | cervical asc. (branca tiroidal inf.) | branca ventral C3-C8                   | eleva costella 1, rota el coll                                            |        |
| * Posterior            | apf. transv. C4-C6                 | costella 2                               | cervical ascendent                   | C6-C8                                  | eleva costella 2, inclina el coll                                         |        |
| Angular de l'omòplat   | tubercles post. apf. transv. C1-C4 | part sup. vora medial omòplat            | eescàpular dorsal                    | cerv. (C3, C4) i eescàpular dors. (C5) | eleva omòplat, inclina cav. glenoidal rotant escàpula                     |        |
| Recte lateral del cap  | superfície sup. apf. transv. C1    | superfície inf. apf. jugular (occipital) |                                      | C1                                     |                                                                           |        |
| Oblic superior del cap | massa lateral C1                   | meitat lateral línia nucal inf.          |                                      | suboccipital                           |                                                                           |        |
| Oblic inferior del cap | apf. espinoses C2                  | massa lateral C1                         |                                      | suboccipital                           |                                                                           |        |

#### Posterior
| Múscul                             | Origen                                         | Inserció                                                 | Artèria       | Innervació                         | Acció                                                                            | Antag. |
| ---------------------------------- | ---------------------------------------------- | -------------------------------------------------------- | ------------- | ---------------------------------- | -------------------------------------------------------------------------------- | ------ |
| Rectes posteriors                  |                                                |                                                          |               |                                    |                                                                                  |        |
| * Menor del cap                    | tubercle arc post. C1 (atles)                  | int. línia nucal inf. (occipital) i prop del forat magne |               | branca primària dorsal (suboccip.) | estén cap en direcció al coll                                                    |        |
| * Major del cap                    | apf. espinosa C2 (axis)                        | línia nucal inf. (occipital)                             |               | branca dorsal C1 (suboccipital)    |                                                                                  |        |
| Semiespinós del cap                | apf. articulars C4-C6; apf. transv. C7 i D1-D7 | occipital, entre línies nucals sup. i inf.               |               | occipital major                    | extensió del cap                                                                 |        |
| Complex menor Dorsal llarg del cap | apf. articulars C4-C7; apf. transv. D1-D5      | marge post. apf. mastoide                                | lateral sacre | branca post. de l'espinal          | flexiona cap i coll mateix costat (lateral); estén columna vertebral (bilateral) |        |
| Espleni del cap                    | llig. nucal, apf. espinoses C7-D6              | apf. mastoide                                            |               | C3, C4                             | estén, rota, flexiona lat. el cap                                                |        |

## Tronc

### Esquena
| Múscul                              | Origen                                                              | Inserció                                     | Artèria                         | Innervació                  | Acció                                      | Antag.                   |
| ----------------------------------- | ------------------------------------------------------------------- | -------------------------------------------- | ------------------------------- | --------------------------- | ------------------------------------------ | ------------------------ |
| Sacrospinal (Erector de la columna) |                                                                     |                                              |                                 |                             |                                            |                          |
| * Iliocostal                        |                                                                     |                                              | sacre lateral                   |                             |                                            |                          |
| * Dorsal llarg (Llarguíssim)        | apf. transverses                                                    | apf. transverses                             | sacre lateral                   | branca post.del espinal     |                                            | recte major de l'abdomen |
| * Espinós                           | apf. espinoses                                                      | apf. espinoses                               | sacre lateral                   | branca post.del espinal     |                                            | recte major de l'abdomen |
| Dorsal ample                        | apf. esp. D6-D12, fàscia toracolumbar, cr. ilíaca, costelles C9-C12 | sòl de la cavitat intertubercular de l'húmer | subescàpular, dorsal eescàpular | toracodorsal                | situa l'avantbraç dorsal i caudalment      | deltoide, trapezi        |
| Transvers espinós                   |                                                                     |                                              |                                 |                             |                                            |                          |
| * Semiespinós dorsal                | apf. transverses D6-D10                                             | apf. espinoses D1-D4 i C6-C7                 |                                 |                             |                                            |                          |
| * Semiespinós cervical              | apf. transverses D1-D5(D6)                                          | apf. espinoses C2-C5                         |                                 |                             |                                            |                          |
| * Semiespinós del cap               | apf. transversa C7 i dorsals sup.                                   | línia nucal                                  |                                 | gran occipital              | estén el cap                               |                          |
| * Multífid del raquis (Multífid)    | sacre, apn. sacrospinal, espina ilíaca post. sup. i cr. ilíaca      | apf. espinoses                               |                                 | branca post. de l'espinal   | estabilitza vèrtebres en moviments locals  |                          |
| * Rotatoris                         | apf. transverses                                                    | apf. espinoses                               |                                 | branca post. de l'espinal   |                                            |                          |
| Interspinosos                       | apf. espinoses                                                      | apf. espinoses                               |                                 | branca post. dels espinals  | extensió, flexió i rotació de la columna   |                          |
| Intertranversals                    | apf. transverses                                                    | apf. transverses sup.                        |                                 | branca ventral de l'espinal | flexió lateral del tronc                   |                          |
| Espleni del cap                     | lligament nucal, apf. espinoses C7-T6                               | apf. mastoide (temporal) i occipital         |                                 | C3, C4                      | estén, rota, i flexiona lateralment el cap |                          |
| Espleni del coll                    | apf. espinoses de D3-D6                                             | apf. transverses de C1-C3                    |                                 | C5, C6                      |                                            |                          |

### Tòrax
| Múscul                                       | Origen                                                | Inserció                                | Artèria                                   | Innervació                 | Acció                                          | Antag.               |
| -------------------------------------------- | ----------------------------------------------------- | --------------------------------------- | ----------------------------------------- | -------------------------- | ---------------------------------------------- | -------------------- |
| Intercostals                                 | costelles 1-11                                        | costelles 2-12                          | intercostal                               | intercostal                |                                                |                      |
| * Externs                                    |                                                       |                                         | intercostal                               | intercostal                | inspiració                                     | Intercostals interns |
| * Interns                                    | costella - vora inf.                                  | costella - vora sup.                    | intercostal                               | intercostal                | manten estables les costelles                  | Intercostals externs |
| * Mitjans                                    |                                                       |                                         | intercostal                               | intercostal                |                                                |                      |
| Infracostals (Subcostals)                    | superfície interior costella                          | superfície int de 2a i 3a costella sup  |                                           | intercostal                |                                                |                      |
| Triangular de l'estern (Transvers del tòrax) | cartílags costals 9-12, cos de l'estern, apf. xifoide | costelles/cartílags costals 2-6         | intercostal                               | intercostal                | deprimeix costelles                            |                      |
| Supracostals (Elevadors de les costelles)    | apf. transverses C7-D12                               | superfície sup. costelles just per sota |                                           | branca dorsal C8, D1-D11   | ajuda a elevar la cav. toràcica                |                      |
| Diafragma                                    |                                                       |                                         | pericardiacofr., musculofr., frènica inf. | frènic i intercostals inf. | respiració                                     |                      |
| Múscul serrat menor posterior                |                                                       |                                         |                                           |                            |                                                |                      |
| Inferior                                     | D11-L3                                                | vora inf. costelles 9-12                | intercostal                               | intercostal                | deprimeix costelles inf., ajuda en l'expiració |                      |
| Superior                                     | llig. nucal i apf. espinoses C7-D3                    | vora sup. costelles 2-5                 | intercostal                               | intercostal 2-5            | eleva costelles, ajuda en la inspiració        |                      |

### Abdomen
| Múscul                              | Origen                                            | Inserció                                     | Artèria             | Innervació                                                                       | Acció                                                         | Antag.      |
| ----------------------------------- | ------------------------------------------------- | -------------------------------------------- | ------------------- | -------------------------------------------------------------------------------- | ------------------------------------------------------------- | ----------- |
| Transvers de l'abdomen              | costelles i creta ilíaca                          | tubercle del pubis amb el tendó conjunt      |                     | intercostals D7-D11, subcostal D12, iliohipogàstric, ilioinguinal, genitofemoral | comprimeix costelles i vísceres, estabilitza tòrax i pelvis   |             |
| Recte major de l'abdomen (Anterior) | pubis                                             | cartilags costals 5-7, apf. xifoide          | epigàstrica inf.    | per segments: toracoabdominals D7-D12                                            | flexió del tronc/lumbars                                      | sacrospinal |
| Piramidal de l'abdomen              | símfisi i cresta púbica                           | linea alba                                   |                     | subcostal (D12)                                                                  | tensor de la linea alba                                       |             |
| Cremàster                           | llig. inguinal                                    |                                              | cremastèrica        | branca genital del genitofemoral                                                 | eleva i abaixa escrot                                         |             |
| Quadrat lumbar                      | cresta ilíaca i llig. iliolumbar                  | costella 12 i apf. tranverses de les lumbars | lumbars, iliolumbar | branques anteriors D12, L1-L4                                                    | sol –flexió lateral columna–; junts –deprimeix cav. toràcica– |             |
| Músculs oblics de l'abdomen         |                                                   |                                              |                     |                                                                                  |                                                               |             |
| * Major (Extern)                    | costella 8                                        | cresta ilíaca, llig. inguinal                |                     | intercostals D5-D11, subcostal D12                                               | rota el tronc                                                 |             |
| * Menor (Intern)                    | llig. inguinal, cresta ilíaca, fascia lumbodorsal | linea alba, apf. xifoide i cotelles inf.     |                     | intercostals D8-D11, subcostal D12, iliohipogàstric, ilioinguinal                | comprimeix abdomen i rota columna                             |             |

### Pelvis
| Múscul                      | Origen                                         | Inserció                   | Artèria | Innervació                          | Acció                                       | Antag. |
| --------------------------- | ---------------------------------------------- | -------------------------- | ------- | ----------------------------------- | ------------------------------------------- | ------ |
| Isquiococcigeal (Coccigeal) | lligament sacrospinós                          |                            |         | sacrals S4-S5 o espinals S3-S4      | tanca la part posterior de la pelvis        |        |
| Elevador de l'anus          |                                                |                            |         |                                     |                                             |        |
| * Iliococcigeal             | espina isquial, arc tendinós (fàscia pelviana) | còccix i rafe anococcigeal |         | suport visceral en la cav. pelviana |                                             |        |
| * Pubococcigeal             | darrere el pubis i part ant. fàscia obturatriu | sacre i còccix             |         |                                     | controla flux d'orina, contrau en l'orgasme |        |
| * Puborectal                | part inf. de la símfisi púbica                 |                            |         | S3, S4, elevador de l'anus          | inhibeix la defecació                       |        |

### Perineu
| Múscul                              | Origen                                    | Inserció                    | Artèria  | Innervació                           | Acció                                                                | Antag. |
| ----------------------------------- | ----------------------------------------- | --------------------------- | -------- | ------------------------------------ | -------------------------------------------------------------------- | ------ |
| Esfínters de l'anus                 |                                           |                             |          |                                      |                                                                      |        |
| * Extern                            |                                           |                             |          | S4 i branques de l'anal inf. (púdic) | manté el canal anal i l'anus tancat, ajuda en l'expulsió de la femta |        |
| * Intern                            |                                           |                             |          | púdic                                | manté el canal anal i l'anus tancat, ajuda en l'expulsió de la femta |        |
| Espai perineal superficial          |                                           |                             |          |                                      |                                                                      |        |
| * Transvers superficial del perineu | part ant. tuberositat isquial             | punt central del perineu    |          | púdic                                |                                                                      |        |
| * Bulbocavernós (Bulbosponjòs)      | rafe perineal                             |                             | perineal | púdic                                | buida la uretra (mascle), prem la vagina (femella)                   |        |
| * Isquiocavernós                    |                                           |                             | perineal | púdic                                | assisteix al bulbocavernós                                           |        |
| Espai perineal profund              |                                           |                             |          |                                      |                                                                      |        |
| * Transvers profund del perineu     | branca inf. de l'isqui                    | el múscul de l'altre costat | púdic    |                                      |                                                                      |        |
| * Esfínter de la uretra             | branca inf. pubis i isqui, fàscies veïnes | múscul de l'altre costat    |          | branca perineal del púdic (S2-S4)    | contrau la uretra, manté la continència urinària                     |        |

## Membre superior

### Columna vertebral
| Múscul                                     | Origen                                                                         | Inserció                                         | Artèria                         | Innervació                                   | Acció                                                        | Antag.            |
| ------------------------------------------ | ------------------------------------------------------------------------------ | ------------------------------------------------ | ------------------------------- | -------------------------------------------- | ------------------------------------------------------------ | ----------------- |
| Trapezi                                    | protub. occipital ext., llig. nucal, línia nucal sup. apf. espinoses és C7-D12 | esptalles, clavícula, acromi i espina eescàpular | cervical transversa             | accessori (motor) i C3-C4 (motor i sensitiu) | retrau i eleva l'escàpula                                    | serrat major      |
| Dorsal ample                               | apf. espinoses D6-D12, fascia toracolumbar, cr. ilíaca i costelles 9-12        | sòl de la ranura intertubercular (húmer)         | subescàpular, eescàpular dorsal | toracodorsal                                 | Addueix, estén i rota int. el braç                           | deltoide, trapezi |
| Romboide major                             | apf. espinoses D2-D5                                                           | vora medial de l'escàpula, sota romb. menor      | eescàpular dorsal               | eescàpular dorsal (C4 i C5)                  | retrau i rota i fixa l'escàpula, deprimeix la cav. glenoidal | serrat major      |
| Romboide menor                             | llig. nucal i apf. espinoses C7-D1                                             | vora medial de l'escàpula, sobra romb. major     | eescàpular dorsal               | eescàpular dorsal (C4 i C5)                  | retrau i rota i fixa l'escàpula, deprimeix la cav. glenoidal | serrat major      |
| Angular de l'omòplat (Elev. de l'escàpula) | tubercles post. apf. transverses C1-C4                                         | vora medial de l'escàpula                        | eescàpular dorsal               | C3-C4 i eescàpular dorsal (C5)               | eleva i rota l'escàpula i inclina la cav. glenoidal          |                   |

### Caixa toràcica
| Múscul                  | Origen                                                        | Inserció                                          | Artèria                                      | Innervació                                | Acció                                                                   | Antag.                          |
| ----------------------- | ------------------------------------------------------------- | ------------------------------------------------- | -------------------------------------------- | ----------------------------------------- | ----------------------------------------------------------------------- | ------------------------------- |
| Pectoral major          | superfície anterior clavícula i estern, cartilags costals 1-6 | ranura intertubercular (húmer)                    | branca pectoral del tronc toracoacromial     | pectora laterall i medial, C5-C8 i D1     | flexiona, estén addueix i rota l'húmer, mou l'escàpula endavant i avall |                                 |
| Pectoral menor          | costelles 3-5, prop dels cartílags costals                    | vora medial i superfície sup. de l'apf. coracoide | branca pectoral del tronc toracoacromial     | pectoral medial (C8-D1)                   | mou avalli i endavant l'escàpula i l'estabilitza                        |                                 |
| Subclavi                | costella 1                                                    | ranura subclàvia (clavícula)                      | toracoacromial, branca clavicular            | subclavi                                  | deprimeix la clavícula                                                  |                                 |
| Serrat major (Anterior) | superfície externa costelles 1-9                              | part costal vora medial de l'escàpula             | lateral toràcica (sup.), toracodorsal (inf.) | toràcic llarg (rels plexe braquial C5-C7) | estabiliza l'escàpula, rota amunt                                       | romboide major i menor, trapezi |

### Espatlla
| Múscul                 | Origen                              | Inserció                                      | Artèria                                       | Innervació                          | Acció                                       | Antag.                                          |
| ---------------------- | ----------------------------------- | --------------------------------------------- | --------------------------------------------- | ----------------------------------- | ------------------------------------------- | ----------------------------------------------- |
| Deltoide               | clavícula, acromi, espina escapular | tuberositat deltoidal (húmer)                 | humeral circumflexa posterior                 | axil·lar                            | abducció, flexió i extensió espatlla        | dorsal ample                                    |
| Rodó major             | cara posterior inferior escàpula    | llavi medial del solc intertubercular (húmer) | subscapular i circumflexa escapular           | subscapular inf. (segments C5 i C6) | rotació interna de l'húmer                  |                                                 |
| Manegot dels rotatoris |                                     |                                               |                                               |                                     |                                             |                                                 |
| * Supraspinós          | fossa supraspinosa (escàpula)       | part sup. gran tubercle (húmer)               | suprascapular                                 | suprascapular                       | abdueix el braç, estabilitza l'húmer        | infraspinós, rodó menor, pect. major, dorsal a. |
| * Infraspinós          | fossa infraspinosa (escàpula)       | part mitjana gran tubercle (húmer)            | suprascapular i circumflexa escapular         | suprascapular                       | rota lat. i addueix braç, estabilitza húmer | subscapular, pect. major i dorsal a.            |
| * Rodó menor           | vora lateral escàpula               | part inf. gran tubercle (húmer)               | humeral circumfl. post. i circumfl. escapular | axil·lar                            | rotació lateral i adducció del braç         | subscapular, pectoral major i dorsal a.         |
| * Subscapular          | fossa subscapular                   | tubercle menor (húmer)                        | suprascapular                                 | subscapular sup. i inf. (C5, C6)    | rota l'húmer; estabilitza l'espatlla        | infraspinós i rodó menor                        |

### Braç

#### Part anterior
| Múscul          | Origen                                                      | Inserció                               | Artèria          | Innervació            | Acció                                  | Antag.           |
| --------------- | ----------------------------------------------------------- | -------------------------------------- | ---------------- | --------------------- | -------------------------------------- | ---------------- |
| Coracobraquial  | apf. coracoide                                              | húmer medial                           | braquial         | musculocutani         | flexió de l'articulació de l'espatlla  |                  |
| Bíceps braquial | cap curt: apf. coracoide; cap llarg: tubercle supraglenoide | tuberositat radial                     | braquial         | musculocutani (C5-C7) | flexiona el colze i supina l'avantbraç | tríceps braquial |
| Braquial        | superfície ant. de l'húmer (part distal)                    | apf. coronoide i tuberositat del cúbit | radial recurrent | musculocutani         | flexiona el braç                       |                  |

#### Part posterior
| Múscul           | Origen                                                                        | Inserció                                              | Artèria                                 | Innervació     | Acció                                                        | Antag.          |
| ---------------- | ----------------------------------------------------------------------------- | ----------------------------------------------------- | --------------------------------------- | -------------- | ------------------------------------------------------------ | --------------- |
| Tríceps braquial | cap llarg: tubercle infraglenoide cap ext.: post. húmer cap int.: post. húmer | olècran (cúbit)                                       | braquial profunda                       | radial         | estén l'avantbraç, cap llarg addueix l'espatlla              | bíceps braquial |
| Anconal          | epicòndil lat. (húmer)                                                        | superfície lat. olècran i part sup. i post. del cúbit | braquial profunda, recurrent interòssia | radial (C7-D1) | estén l'avantbraç, estabilitza i addueix el colze (pronació) |                 |

### Avantbraç

#### Part anterior

##### Superficial
| Múscul                        | Origen                                           | Inserció              | Artèria          | Innervació           | Acció                                | Antag.                                                  |
| ----------------------------- | ------------------------------------------------ | --------------------- | ---------------- | -------------------- | ------------------------------------ | ------------------------------------------------------- |
| Pronador rodó                 | epicòndil medial (húmer); apf. coronoide (cúbit) | radi                  | cubital i radial | medià                | pronació avantbraç, flexió del colze | supinador curt                                          |
| Palmar major                  | epicòndil medial (húmer)                         | bases 2n-3r metacarp. | cubital          | medià                | Flexió, abducció canell              | extensors radials del carp (curt, llarg)                |
| Palmar menor                  | epicòndil medial (húmer)                         | apn. palmar           | cubital          | medià                | flexiona canell                      | extensors radials del carp (curt, llarg), cubital post. |
| Cubital anterior              | epicòndil medial (húmer)                         | pisiforme             | cubital          | branques del cubital | flexió, adducció del canell          | cubital posterior                                       |
| Flexor comú superf. dels dits | epicòndil medial (húmer), radi i cúbit           | falanges              | cubital          | medià                | flexiona els dits                    | extensor comú dels dits                                 |

##### Profunda
| Múscul                        | Origen                               | Inserció                       | Artèria         | Innervació                 | Acció                                | Antag.                       |
| ----------------------------- | ------------------------------------ | ------------------------------ | --------------- | -------------------------- | ------------------------------------ | ---------------------------- |
| Pronador quadrat              | medial, superf. ant. del cúbit       | lateral, superf. ant. del radi | ant. interòssia | medià, ant. interossi      | prona l'avantbraç                    | supinador curt               |
| Flexor comú profund dels dits | cúbit                                | falanges distals               | ant. interòssia | medià (interossi), cubital | flexiona la mà, ajunta interfalanges | extensor dels dits           |
| Flexor llarg del polze        | superf. del radi i membr. interòssia | base falange distal del polze  | ant. interòssia | ant. interossi (C8-D1)     | flexiona el polze                    | extens. polze (llarg i curt) |

#### Part posterior

##### Superficial
| Múscul                          | Origen                        | Inserció               | Artèria          | Innervació              | Acció                    | Antag.                               |
| ------------------------------- | ----------------------------- | ---------------------- | ---------------- | ----------------------- | ------------------------ | ------------------------------------ |
| Extensor dels dits de la mà     | epicòndil ext. de l'húmer     | falange 2ª-4ª          | interòssia post. | interossi post. (C7-C8) | estén mà i dits          | flexors dels dits (superf., profund) |
| Extensor propi del menovell     | marge extern de l'húmer       | base del 2n metacarpià | interòssia post. | interossi post. (C7-C8) | estén el menovell        | flexor superf. dels dits             |
| Cubital posterior               | epicòndil ext. (húmer), cúbit | 5è metacarpià          | cubital          | interossi post. (C7-C8) | estén i addueix el colze | cubital anterior                     |
| Supinador llarg (Braquioradial) | cresta supracondília (húmer)  | apf. estiloide (radi)  | radial recurrent | radial                  | flexiona l'avantbraç     |                                      |
| Extensor radial llarg del carp  | marge ext. (húmer)            | 2n metacarpià          | radial           | radial                  | estén i abdueix la mà    | palmar major                         |
| Extensor radial curt del carp   | epicòndil ext. (húmer)        | base 3r metacarpià     | radial           | branca del radial       | estén i abdueix la mà    | palmar major                         |

##### Profunda
| Múscul                     | Origen                                             | Inserció                         | Artèria          | Innervació                 | Acció                   | Antag.                          |
| -------------------------- | -------------------------------------------------- | -------------------------------- | ---------------- | -------------------------- | ----------------------- | ------------------------------- |
| Supinador curt             | epicòndil extern (húmer); cresta supinador (cúbit) | terç sup. radi                   | radial recurrent | branca del radial (C7, C8) | supina l'avantbraç      | pronadors (rodó, quadrat)       |
| Extensor propi de l'índex  | cúbit                                              | apn. dorsal extensora de l'índex |                  | interossi post. (C7, C8)   | estén l'índex, canell   |                                 |
| Tabaquera anatòmica        |                                                    |                                  |                  |                            |                         |                                 |
| * Abductor llarg del polze | cúbit, apf. estiloide (radi)                       | 1r metacarpià                    |                  | interossi post. (C7-C8)    | abdueix, estén el polze | Adductor pollicis               |
| * Extensor curt del polze  | radi                                               | polze, falanges proximals        | interòssia post. | interossi post. (C7, C8)   | estén el polze          | flexors del polze (llarg, curt) |
| * Extensor llarg del polze | cúbit                                              | polze, falanges distals          |                  | interossi post. (C7, C8)   | estén el polze          | flexors del polze (llarg, curt) |

### Mà

#### Part lateral (Eminència tènar)
| Múscul                  | Origen                                  | Inserció                   | Artèria            | Innervació     | Acció                         | Antag.                               |
| ----------------------- | --------------------------------------- | -------------------------- | ------------------ | -------------- | ----------------------------- | ------------------------------------ |
| Oponent del polze       | trapezi, llig. anular (carp)            | 1r metacarpià              | arc palmar superf. | medià          | oposició del polze            |                                      |
| Flexor curt del polze   | trapezi, llig. anular (carp)            | falange proximal del polze |                    | medià, cubital | flexiona el polze             | extensors del polze (llarg i curt)   |
| Abductor curt del polze | llig. anular, escafoide, trapezi        | falange proximal del polze | arc palmar superf. | medià, radial  | abdueix el polze (i flexió)   | adductor del polze                   |
| Adductor del polze      | trapezoide, os gran, 2n i 3r metacarpià | falange proximal del polze | arc palmar profund | cubital (D1)   | addueix el polze (i oposició) | 1 abductors del polze (llarg i curt) |

#### Part medial (Eminència hipotènar)
| Múscul                   | Origen                  | Inserció                      | Artèria            | Innervació      | Acció                                 | Antag.                    |
| ------------------------ | ----------------------- | ----------------------------- | ------------------ | --------------- | ------------------------------------- | ------------------------- |
| Palmar cutani (Curt)     | llig. anular del carp   | pell del palmell              | arc palmar profund | cubital         | arruga la pell (palmell)              |                           |
| Abductor del menovell    | pisiforme               | falange proximal del menovell | cubital            | cubital         | abdueix el menovell                   |                           |
| Flexor curt del menovell | os ganxut               | falange prox. del menovell    | cubital            | cubital         | flexiona el menovell                  | extensor propi (menovell) |
| Oponent del menovell     | apf. unciforme (ganxut) | 5è metacarpià                 | cubital            | cubital (C8-D1) | inclina endavant i enfora el menovell | flexor superf. dels dits  |

#### Part central
| Múscul             | Origen                 | Inserció                     | Artèria                                        | Innervació                     | Acció                      | Antag. |
| ------------------ | ---------------------- | ---------------------------- | ---------------------------------------------- | ------------------------------ | -------------------------- | ------ |
| Lumbricals         | tendons flexor profund | tendons extensors dits 2n-5è | arc palmar superf. i profund, metacarpal dors. | branca profunda cubital, medià | flexió i extensió falanges |        |
| Interossis dorsals | metacarps              | falange proximal             | metacarpals dorsal i palmar                    | branca profunda cubital        | abdueix els dits           |        |
| Interossis palmars | metacarps              | falange proximal             |                                                | branca profunda cubital        | addueix els dits           |        |

## Membre inferior

### Regió ilíaca
| Múscul        | Origen                      | Inserció                | Artèria                           | Innervació            | Acció                         | Antag.      |
| ------------- | --------------------------- | ----------------------- | --------------------------------- | --------------------- | ----------------------------- | ----------- |
| Psoes ilíac   | fossa ilíaca, sacre, D12-L5 | trocànter menor (fèmur) | circumflexa fem. int., iliolumbar | femoral, lumbar L1-L2 | flexiona i rota lat. la cuixa | gluti major |
| * Psoes major | D12-L5                      | trocànter menor (fèmur) | iliolumbar                        | L1-L3                 | flexiona i rota lat. la cuixa | gluti major |
| * Ilíac       | fossa ilíaca                | trocànter menor (fèmur) | circumflexa fem. ext., iliolumbar | femoral L2-L3)        | flexiona el maluc             | gluti major |
| Psoes menor   | D12-L1                      | eminència iliopectínia  |                                   | lumbar L1             | flexor feble del tronc        | gluti major |

### Gluti
| Múscul                   | Origen                                     | Inserció                         | Artèria                               | Innervació                     | Acció                              | Antag.                  |
| ------------------------ | ------------------------------------------ | -------------------------------- | ------------------------------------- | ------------------------------ | ---------------------------------- | ----------------------- |
| Tensor de la fàscia lata | cresta ilíaca                              | tracte iliotibial                | circumflexa femoral lat., glútia sup. | gluti sup. (L4, L5)            | estabilitza tronc                  |                         |
| Músculs glutis           |                                            |                                  |                                       |                                |                                    |                         |
| * Gluti major            | ilíac, sacre i còccix, llig. sacrociàtic M | tuber. glútia fèmur, fàscia lata | glúties sup. i inf.                   | gluti inf. (L5-S2)             | estén, rota cuixa; postura dempeus | ilíac, psoes mitjà i m. |
| * Gluti mitjà            | part mitjana ilíac                         | trocànter M, línia obl. fèmur    | glútia sup.                           | gluti sup. (L4-S1)             | abdueix, rota int. la cuixa        | ilíac, psoes major i m. |
| * Gluti menor            | part inf. ilíac                            | trocànter M fèmur                | glútia sup.                           | gluti sup. (L4-S1)             | abducció, rotació int. cuixa       | ilíac, psoes mitjà i M. |
| Piriforme                | sacre                                      | gran trocànter                   | gluti inf, i sup, lateral sacral      | plexe sacre (S1-S2)            | rotació lat. de la cuixa           |                         |
| Obturador extern         | forat obturat pelvis, membr. obturadora    | fossa intertrocant. fèmur        | obturadora                            | branca post. obturador (L3-L4) | addueix, rota lat. cuixa           |                         |
| Obturador intern         | forat obturat pelvis, membr. obturadora    | fossa intertrocant. fèmur        | glútia inf.                           | obturador (L5-S2)              | abdueix, rota lat. cuixa           |                         |
| Gemin inferior           | tuberositat isquial                        | tendó obturador intern           |                                       | plexe sacre (L4-S1)            | rota lat. cuixa                    |                         |
| Gemin superior           | espina isqui                               | tendó obturador intern           |                                       | plexe sacre (S1-S3)            | rota lat. cuixa                    |                         |
| Quadrat femoral          | tuberositat isquiàtica                     | línia part post. trocànter m.    | glútia inf.                           | plexe sacre                    | rotació ext. cuixa                 |                         |

### Cuixa

#### Part anterior
| Múscul               | Origen                                   | Inserció                              | Artèria     | Innervació                 | Acció                             | Antag.        |
| -------------------- | ---------------------------------------- | ------------------------------------- | ----------- | -------------------------- | --------------------------------- | ------------- |
| Articular del genoll | superfície ant. fèmur                    | càpsula articulació genoll            | femoral     | femoral                    | estira càpsula articular amunt    |               |
| Sartori              | cresta ilíaca anterosuperior             | cara superointerna de la tíbia        | femoral     | femoral                    | flexió de la cuixa i la cama      |               |
| Quàdriceps femoral   | tuberositat isquial                      | cresta intertrocantèrica              | glútia inf. | quàdriceps femoral (L4-S1) | rotació lat. cuixa                |               |
| * Recte femoral      | espina ilíaca anteroinf., marge acetàbul | ròtula (tendó comú quàdriceps crural) | femoral     | femoral                    | estén la cama, flexiona la cuixa  | isquiotibials |
| * Vast lateral       | cara ext. fèmur                          | Tendó comú quàdriceps (ròtula)        | femoral     | femoral                    | estén la cama, estabilitza genoll | isquiotibials |
| * Crural             | anterolat. del fèmur                     | lligament rotulià                     | femoral     | femoral                    | estén la cama                     | isquiotibials |
| * Vast medial        | cara int. fèmur                          | Tendó comú quàdriceps (ròtula)        | femoral     | femoral                    | estén la cama                     | isquiotibials |

#### Part posterior
| Múscul                | Origen                                    | Inserció                            | Artèria                           | Innervació                                | Acció                                   | Antag.             |
| --------------------- | ----------------------------------------- | ----------------------------------- | --------------------------------- | ----------------------------------------- | --------------------------------------- | ------------------ |
| Músculs isquiotibials | pelvis                                    | tíbia, fèmur, peroné                |                                   | ciàtic, tibial                            | estén la cuixa, flexiona la cama        |                    |
| * Bíceps crural       | tuberositat isquiàtica; línia aspra fèmur | cap del peroné i còndil ext. tibial | glútia inf., perforants, poplítia | cap llarg: tibial; cap curt: fibular comú | flexiona la cama, rota i estén la cuixa | quàdriceps femoral |
| * Semitendinós        | tuberositat isquial                       | pes anserinus                       | glútia inf., perforants           | ciàtic (tibial, L5, S1, S2)               | flexiona genoll, estén coxofemoral      | quàdriceps femoral |
| * Semimembranós       | tuberositat isquiàtica                    | còndil intern de la tíbia           | glútia, femoral prof.             | ciàtic major                              | estén cuixa, flex. i rota cama          | quàdriceps femoral |

#### Part mitjana
| Múscul                              | Origen                   | Inserció                 | Artèria    | Innervació                   | Acció                                 | Antag. |
| ----------------------------------- | ------------------------ | ------------------------ | ---------- | ---------------------------- | ------------------------------------- | ------ |
| Músculs adductors de la cuixa       | pubis                    | fèmur, tíbia             |            | obturador                    | adducció del maluc                    |        |
| * Recte intern de la cuixa (Gràcil) | branca isquiopúbica      | tíbia                    | obturadora | branca ant. obturador        | addueix la cuixa (maluc)              |        |
| * Pectini                           | línia pectínia del pubis | línia pectínia del fèmur | obturadora | musculocutani ext. (femoral) | flexiona i addueix la cuixa           |        |
| * Adductor menor (Curt)             | pubis, a prop adductor M | línia aspra fèmur        | obturadora | branca ant. obturador        | adducció, flexió i rotació int. cuixa |        |
| * Adductor mitjà (Llarg)            | cresta i símfisi púbica  | línia aspra fèmur        | obturadora | branca ant. obturador        | adducció, rotació i flexió ext. cuixa |        |
| * Adductor major                    | tuberositat isquiàtica   | línia aspra fèmur        | obturadora | branca post. obturador       | adducció, flexió i rotació ext. cuixa |        |

### Cama

#### Part anterior
| Múscul                           | Origen                                   | Inserció                         | Artèria     | Innervació       | Acció                           | Antag.                                                   |
| -------------------------------- | ---------------------------------------- | -------------------------------- | ----------- | ---------------- | ------------------------------- | -------------------------------------------------------- |
| Tibial anterior                  | cos de la tíbia                          | 1r metatarsià, cuneïforme medial | tibial ant. | peroneal profund | flexió dorsal, eversió del peu  | peroneal llarg, gastrocnemi, soli, plantar, tibial post. |
| Extensor llarg del dit gros      | cara ant. peroné, m. interòssia          | base falange distal dit gros     | tibial ant. | peroneal profund | estén dit g., flexió dorsal peu | flexor llarg dit g., flexor curt dit g.                  |
| Extensor llarg dels dits del peu | còndil tíbia, ant. peroné, m. interòssia | base falanges dits (2n-5è)       | tibial ant. | peroneal profund | estén dits del peu              | flexor llarg dels dits, flexor curt dels dits            |
| Peroneal anterior (Tercer)       | cara ant. peroné, m. interòssia          | base 5è metatarsià               | tibial ant. | peroneal profund | flexió dorsal, eversió peu      |                                                          |

#### Part posterior

##### Superficial
| Múscul                  | Origen                          | Inserció                    | Artèria | Innervació            | Acció                                | Antag.          |
| ----------------------- | ------------------------------- | --------------------------- | ------- | --------------------- | ------------------------------------ | --------------- |
| Tríceps sural           |                                 | tendó d'Aquil·les, calcani  |         | tibial                | flexió plantar                       |                 |
| * Bessons (Gastrocnemi) | fèmur (còndils intern i extern) | calcani                     | sural   | ciàtic popliti intern | flexió plantar i cama                | tibial anterior |
| * Soli                  | peroné, línia sòlia (tíbia)     | tendó d'Aquil·les           | sural   | tibial (L₅–S₂)        | flexió plantar                       | tibial anterior |
| Plantar                 | solc popliti (fèmur)            | tendó d'Aquil·les (calcani) | sural   | tibial                | flexió plantar (peu) i genoll (cama) | tibial anterior |

##### Profunda
| Múscul                    | Origen                       | Inserció                            | Artèria      | Innervació   | Acció                               | Antag.                          |
| ------------------------- | ---------------------------- | ----------------------------------- | ------------ | ------------ | ----------------------------------- | ------------------------------- |
| Popliti                   | solc popliti (fèmur)         | línia obliqua i cara post. tíbia    | poplítia     | tibial       | flexió i rotació interna de la cama |                                 |
| Flexor llarg del dit gros | cara post. peroné            | base falange distal del dit g.      | peroneal     | tibial post. | flexió del dit g.                   | extensor llarg del dit gros     |
| Flexor llarg dels dits    | cara post. tíbia             | base falanges distals dits 2n-5è    | tibial post. | tibial       | flexiona dits 2n-5è                 | ext. llarg dits, ext. curt dits |
| Tibial posterior          | m. interòssia, tíbia, peroné | escafoide, cuboide, metatars. 2n-4t | tibial post. | tibial       | inverteix peu, flexió plantar       | tibial anterior                 |

#### Part lateral
| Múscul         | Origen                   | Inserció               | Artèria  | Innervació    | Acció                                     | Antag.          |
| -------------- | ------------------------ | ---------------------- | -------- | ------------- | ----------------------------------------- | --------------- |
| Peroneal llarg | part sup. peroné i tíbia | 1r cuny, 1r metatarsià | peroneal | musculocutani | flexió plantar, abducció, eversió del peu | tibial anterior |
| Peroneal curt  | part inf. peroné         | 5è metatarsià          | peroneal | musculocutani | flexió plantar, adducció del peu          |                 |

### Peu

#### Dorsal
| Múscul                     | Origen                       | Inserció                   | Artèria      | Innervació                       | Acció                                | Antag.                              |
| -------------------------- | ---------------------------- | -------------------------- | ------------ | -------------------------------- | ------------------------------------ | ----------------------------------- |
| Extensor curt dels dits    | tíbia, peroné, m. interòssia | 2a i 3a falange dits 2n-5è | dorsal pèdia | ciàtic popliti ext., tibial ant. | estén dits, flexió i rotació del peu | flexors dels dits (llarg, curt)     |
| Extensor curt del dit gros | calcani                      | falange proximal dit gros  | dorsal pèdia | peroneal profund                 | estén el dit gros                    | flexors del dit gros (llarg i curt) |

#### Plantar

##### Primera capa
| Múscul                 | Origen                   | Inserció                     | Artèria         | Innervació              | Acció                           | Antag.                            |
| ---------------------- | ------------------------ | ---------------------------- | --------------- | ----------------------- | ------------------------------- | --------------------------------- |
| Abductor del dit gros  | calcani, apn. plantar    | falange proximal dit gros    | plantar medial  | plantar medial          | abducció dit gros               | adductor del dit gros             |
| Flexor curt dels dits  | calcani, apn. plantar    | falanges mitjanes dits 2n-5è | plantar medial  | plantar medial          | flexiona els dits 2n-5è         | extensors dels dits (llarg, curt) |
| Abductor del dit petit | tuberositat ext. calcani | falange proximal dit petit   | plantar lateral | plantar lateral (S1-S2) | abducció i flexió del dit petit | flexor curt del dit petit         |

##### Segona capa
| Múscul                                   | Origen                       | Inserció                      | Artèria               | Innervació              | Acció                        | Antag. |
| ---------------------------------------- | ---------------------------- | ----------------------------- | --------------------- | ----------------------- | ---------------------------- | ------ |
| Quadrat plantar (Accessori flexor llarg) | calcani, apn. plantar        | tendó flexor llarg dels dits  |                       | plantar lateral (S1-S2) | Auxiliar flexionant els dits |        |
| Lumbricals del peu                       | tendó flexor llarg dels dits | falanges proximals dits 2n-5è | plantar lat. i medial | plantar lat. i medial   | auxiliar flexió 1ª falange   |        |

##### Tercera capa
| Múscul                    | Origen                      | Inserció                  | Artèria | Innervació            | Acció                                 | Antag.             |
| ------------------------- | --------------------------- | ------------------------- | ------- | --------------------- | ------------------------------------- | ------------------ |
| Flexor curt del dit gros  | cuboide, 3r cuneïforme      | falange proximal dit gros |         | plantar lat. i medial | flexiona dit gros                     | extensor dit gros  |
| Adductor del dit gros     |                             | falange proximal          |         | plantar               | flexiona dit gros (lleugera adducció) | abductor dit gros  |
| Flexor curt del dit petit | 5è metatarsià, apn. plantar | falange proximal 5è dit   |         | plantar lateral       | flexiona dit petit                    | abductor dit petit |

##### Quarta capa
| Múscul                     | Origen                       | Inserció                 | Artèria                    | Innervació     | Acció              | Antag.              |
| -------------------------- | ---------------------------- | ------------------------ | -------------------------- | -------------- | ------------------ | ------------------- |
| Interossis dorsals del peu | cares adjacents metatarsians | falanges proximals       | plantar, dorsal metatarsal | plantar extern | abducció dels dits | interossis plantars |
| Interossis plantars        | metatarsians 3r-5è           | falanges proximals 3r-5è | plantar, dorsal metatarsal | plantar extern | adducció dels dits | interossis dorsals  |